# ダイハツ・ミラ
ミラ（Mira）は、ダイハツ工業が1980年（昭和55年）から2018年（平成30年）までの38年間生産・販売していたハッチバック型軽自動車（軽セダン/軽ボンネットバン）のブランド（商標）および車名である。
本車種の系譜は、低燃費かつエントリー志向のミライース、上級志向のミラトコットにそれぞれ受け継がれた。
本項では、以下の姉妹車・派生モデルについても記述する。
- ミラクオーレ（Mira Cuore）
  - ミラバン（Mira VAN）
- ミラウォークスルーバン（ウォークスルーバン）
- ミラミチート（移動販売車）
- スポーツ系モデル
  - ミラTR-XX
    - ミラTR-XXアバンツァート

  - ミラX4
    - ミラX4R
- ミラRV-4（クロスオーバー系モデル）
- ミラクラシック（レトロ風モデル）
- プレミアム系モデル
  - ミラモデルノ（Mira Moderno）
  - ミラアヴィ（Mira AVY）
  - ミラカスタム（Mira Custom）

## 概要
初代モデル登場の1980年（昭和55年）から、同社のエントリー車種にあたるエッセが登場する2005年頃まではスズキ・アルトと双璧を成していた。その最盛期には販売台数を熾烈に争ったことで知られ、1991年（平成3年）には軽自動車としては日本国内通年最多販売台数の28万6,975台を記録した。
輸出向けにはハンディバン（初代の欧州向け他）、クオーレ、シャレードなど別の名前を使用した。またエンジンは1000 ccエンジン（4代目以降、3代目および2代目は800 cc、初代のみ600 cc）を採用している。マレーシアではプロドゥアによって3代目がプロドゥア・カンチル、5代目がプロドゥア・クリサ、6代目がプロドゥア・ビバとしてそれぞれ現地生産されていた。
2018年（平成30年）で生産を終了し、以降は派生車種のミライースがかつてのエッセのポジションを担うほか、ミラシリーズの筆頭車種となった（詳細は当該項目を参照）。ミラ（とミラココア）の生産終了後ダイハツ公式サイトでのミライースのポジション（シリーズ名）は「ミラシリーズ」から「ミライース」に単独化したが、ミラトコット発売に伴い再びシリーズ名が「ミラシリーズ」となった。
また末期の7代目モデルは全高を高く取っており、かつての軽セミトールワゴンに近い位置づけとなっていた。

## 初代 L55V型（1980年 - 1985年）

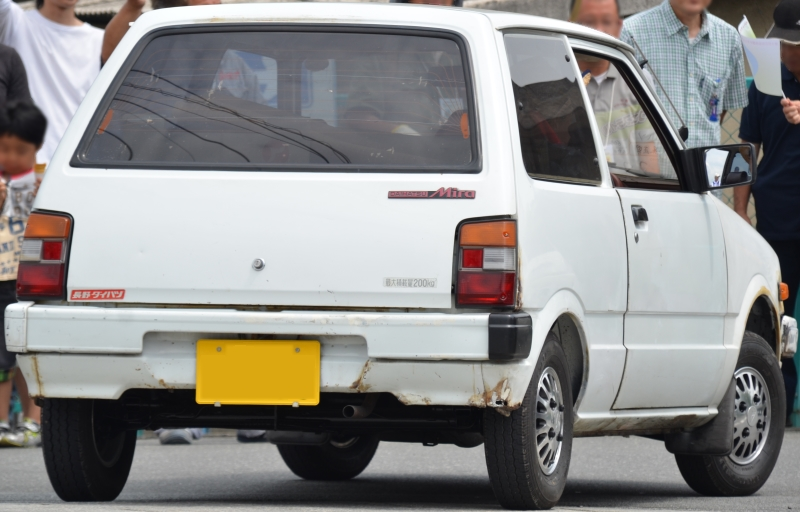
後期最終型 リア

1980年6月
販売開始。1970年登場のフェローMAX以来10年ぶりのモデルチェンジとなる。
当時の名称は「ミラ・クオーレ (Mira Cuore)」で、物品税のかからないクオーレの商用車バージョン（軽ボンネットバン）で、販売の主力であった。トランスミッションは4速MTと イージードライブ(ノークラッチの4速)の2タイプを用意。
エアコンは先代の「マックス・クオーレ」までオプション設定されてきたダッシュボード吊り下げ式のクーラーを廃止、代わってヒーターに組み込めるビルトインタイプをオプション設定する形式に変更された。
1982年5月
マイナーチェンジ。
車名を現在の「ミラ」に変更。フロントグリルのデザインも変更。2速フルATを追加。
1983年10月
グロス値41馬力のターボ車および四輪駆動の追加。なお、四輪駆動車は全車、12インチホイールおよび手動式後輪フリーホイールハブ機構を採用しておりターボ車は全車、10インチ用フロントディスクブレーキを採用する。これと同時にドアミラーの装着が全グレードにメーカーオプションとして設定された。
1984年5月
ウォークスルーバンが追加される。架装は荒川車体工業。
1985年2月
10インチアルミホイール、およびフロントディスクブレーキ、エアコン等を特別装備した特別仕様車「ミラパルコ」を発売。旧セゾングループのパルコとのコラボで、全国11ヵ所のパルコ店舗でも実車の展示、販売を行ったり、パルコの情報誌などでも広告展開するなどのキャンペーンを行った。
1985年5月
上記の「ミラパルコ」同様、10インチアルミホイール、およびフロントディスクブレーキ、エアコン等を特別装備した最後の特別仕様車「ミラキャトレ」を発売。
- 後期最終型 リア

## 2代目 L70/71型（1985年 - 1990年）

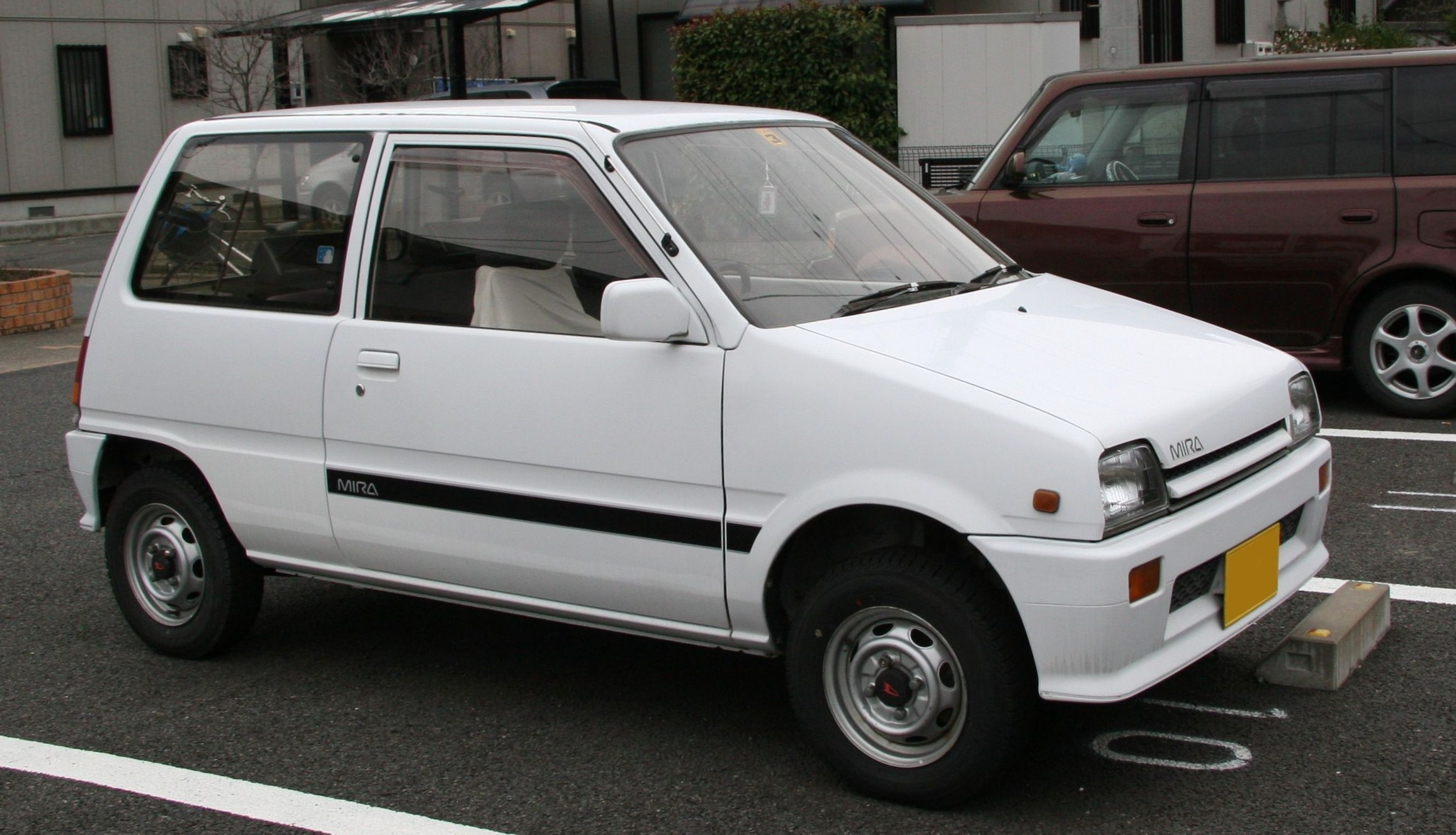
パルコ90
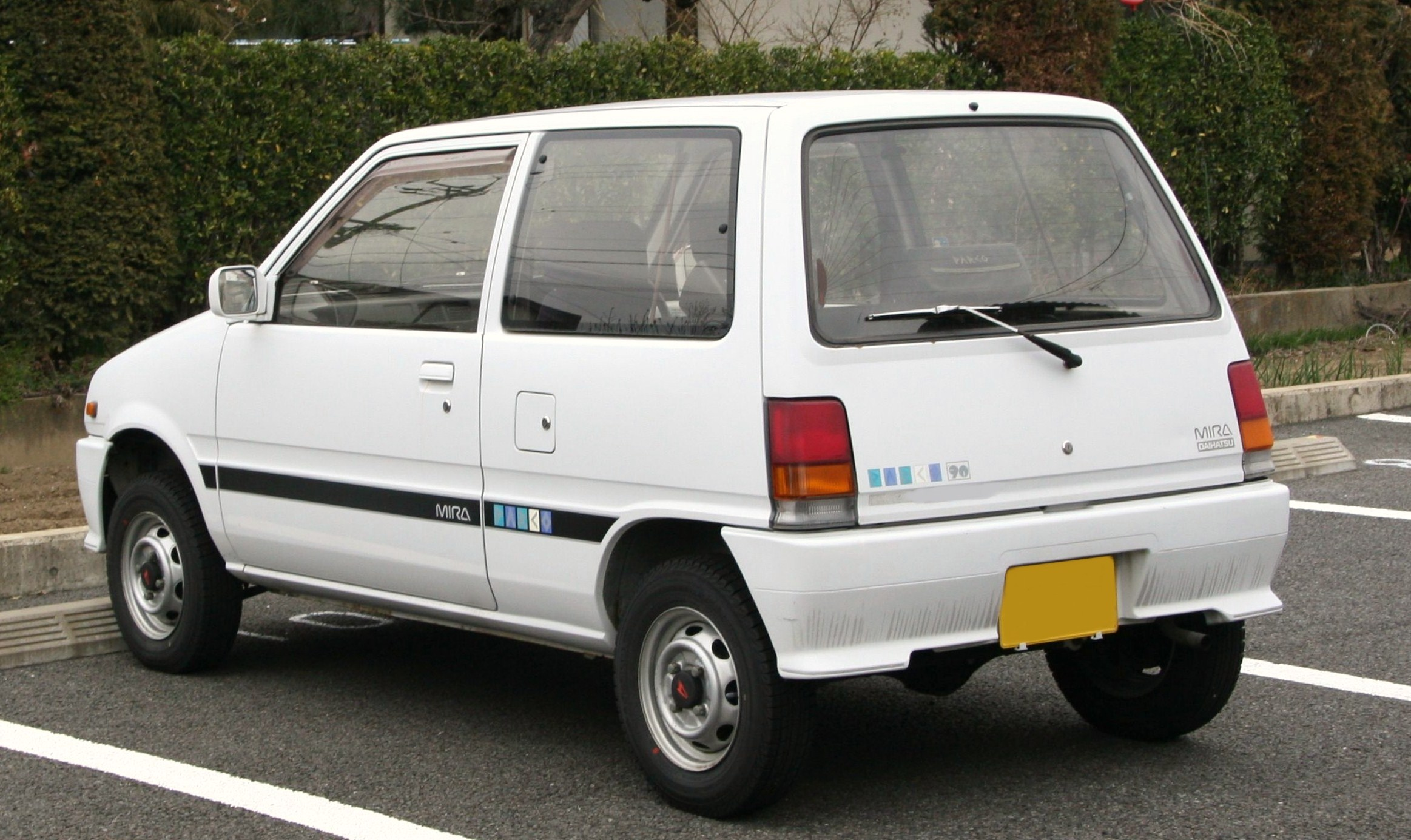
リア

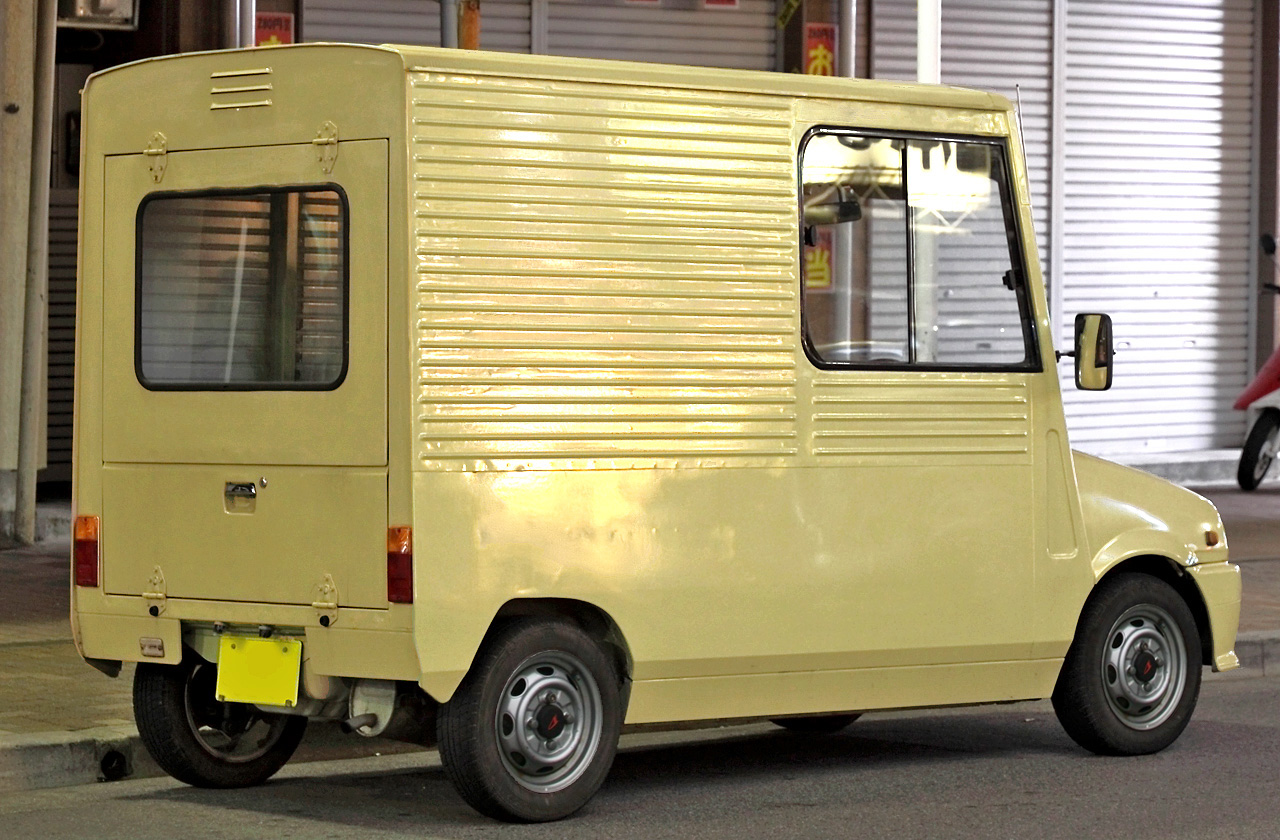
ウォークスルーバン 上下開きバックドア
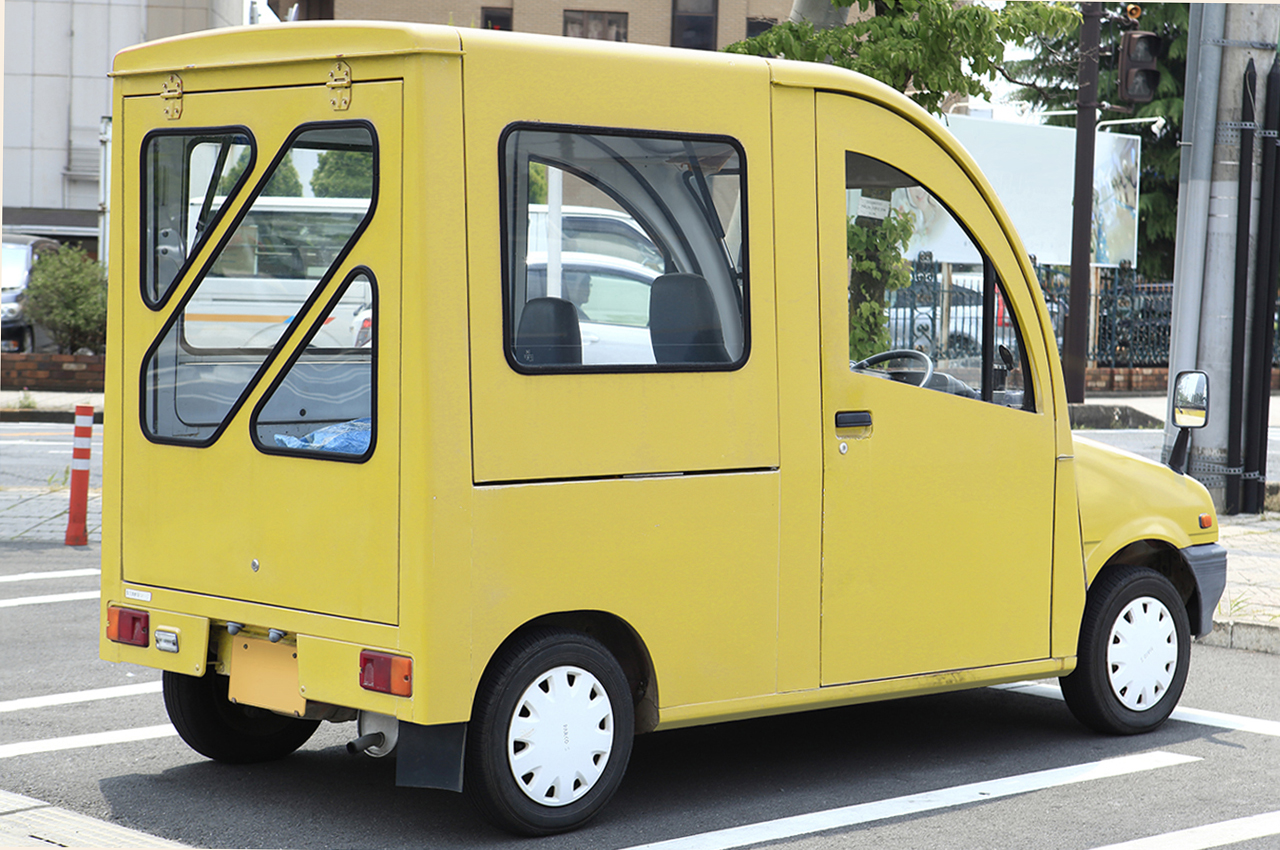
ミチート

1985年8月
フルモデルチェンジ。
新開発のEB型3気筒エンジンを搭載。AT仕様の一部グレードでは、コラムシフトを採用し、サイドウォークスルーが可能なようになっていた。後に一般的なフロアシフトに改める。ターボ車は、前期型は当時最強であった三菱・ミニカを10馬力も上回るグロス52馬力。後期型はネット50馬力で、ターボTRに設定された2速ATは軽自動車初のロックアップ付ATを採用した。先代モデルに引き続きセゾングループのパルコとのコラボも展開された。
1985年11月
エアロパーツを標準装備した初代TR-XX登場。（バンモデルのみ設定）
阪神タイガース2リーグ制初の日本一達成の優勝記念車として「タイガースミラ」を限定発売。
1986年1月
5ドアバン車追加。
1986年8月
一部改良。Cタイプにディスクブレーキと12インチラジアルタイヤを標準装備した。
1987年8月
マイナーチェンジ。
フェイスリフトならびにターボTR-XXにAT車追加。ターボTRにはトリップメーターが標準装備。これに伴いターボ付エンジンのターボチャージャーは油冷式から水冷式に変更される。
1987年9月
姉妹車のクオーレと共に、ダイハツ創立80周年を記念してエアコン付特別限定車「コティ80」が発売される。
1987年10月
TR-XXにEFIターボ車追加。フルタイム四輪駆動車を追加。
1988年3月
パルコとのコラボレーションにより新しく特別仕様車でお買い得価格の「ミラ・パルコ」を追加。ロゴ入りのサイドストライプ、オリジナルのシート表皮（ファブリック）を使ったパルコ・シートをはじめとして、エアコン、パワーステアリング、パワーウインドウ（オプション）、サンルーフ、オートリバースカセットデッキ、4スピーカー（リアはボックススピーカー）、ATなど、当時の軽自動車には不要と考えられていた豪華装備車も登場した。
同時期に「TR-XX」をベースにサンルーフやパワーウインドウなどを装備した「TR-XX ムーンルーフリミテッド」を追加。
1988年10月
EFIターボ車が64馬力に馬力アップ。3ドアバンCタイプはSタイプに改称。電動パワーステアリングを装備、3速ATを追加。
1989年4月1日
物品税が廃止され、代わりに消費税が導入。乗用（セダン）モデルの「クオーレ」が「ミラ・セダン」に改称。同時に商用モデルは「ミラ・バン」に改称となった。
1990年
最後の特別仕様車「ミラ・パルコ90」を発売。

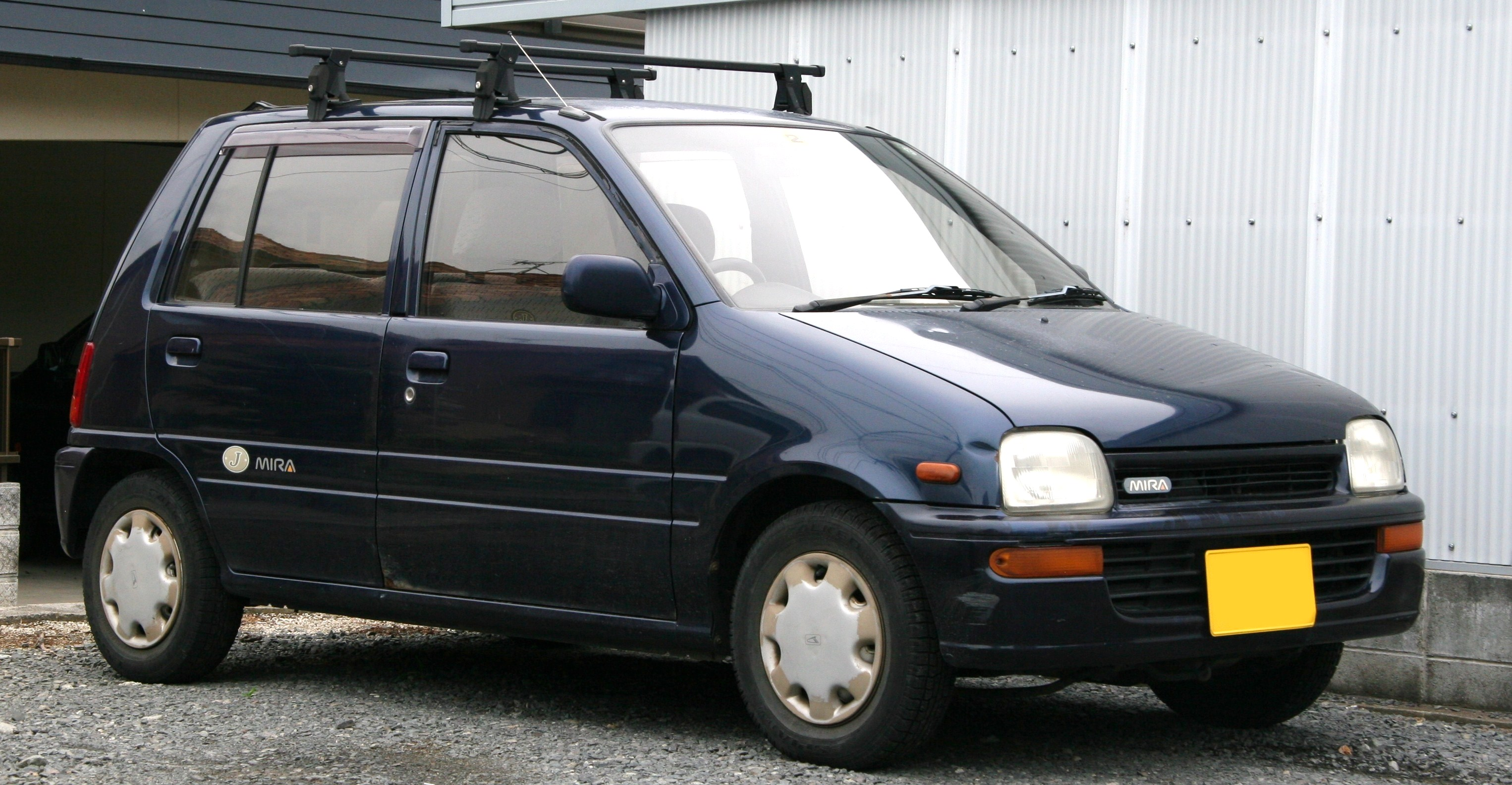
パルコ90
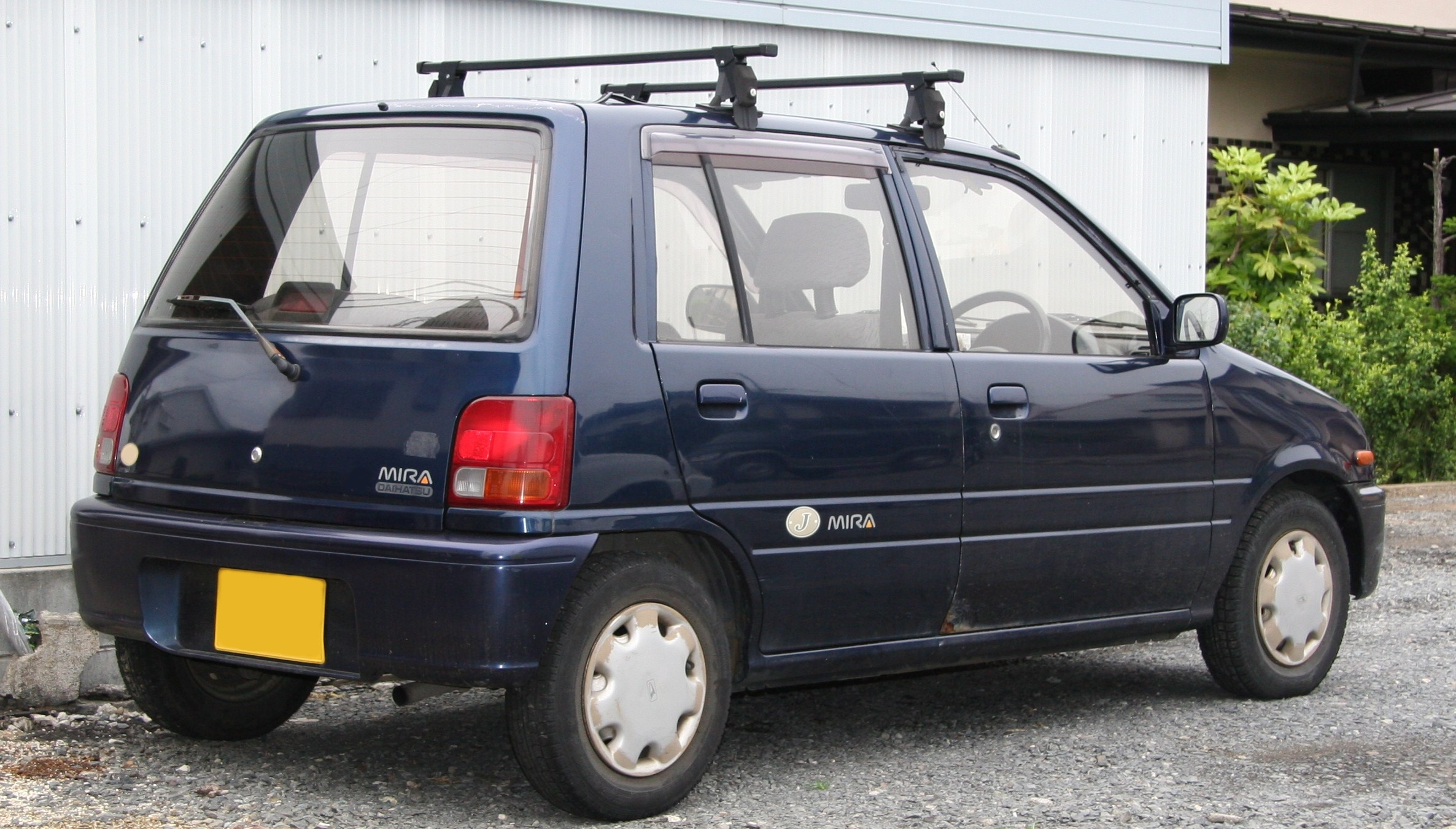
リア
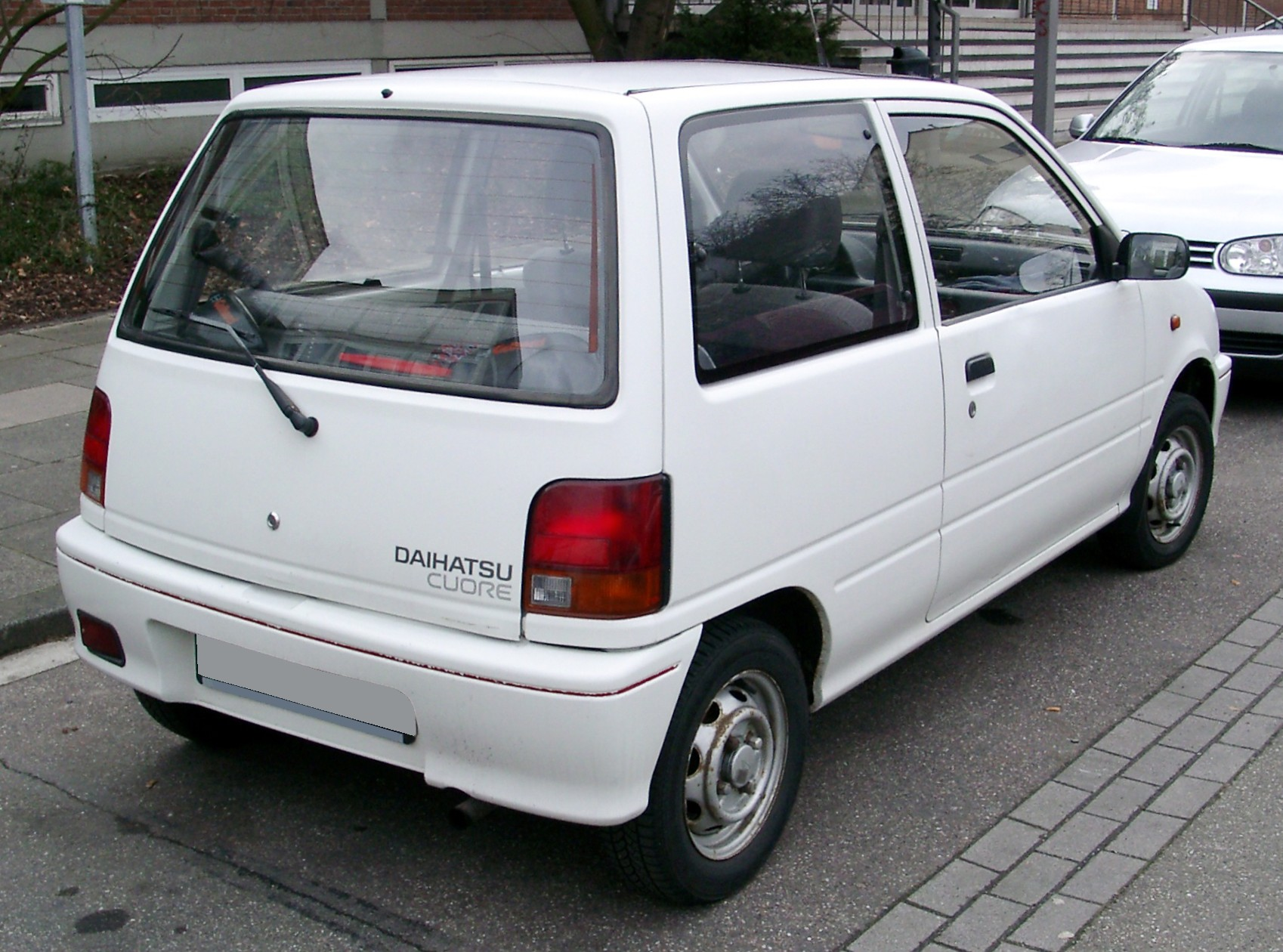
欧州仕様 クオーレ3ドア
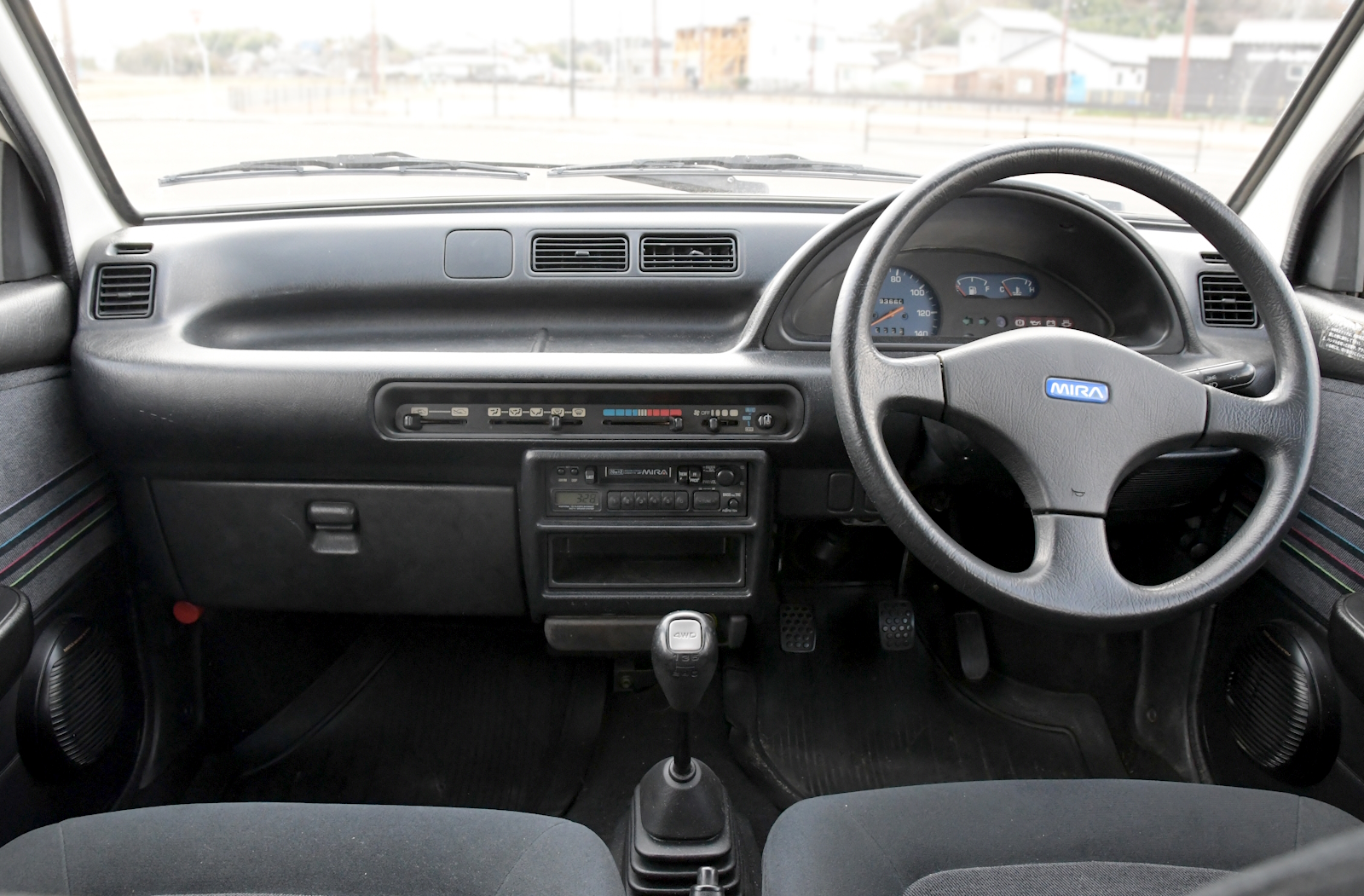
前期型車内

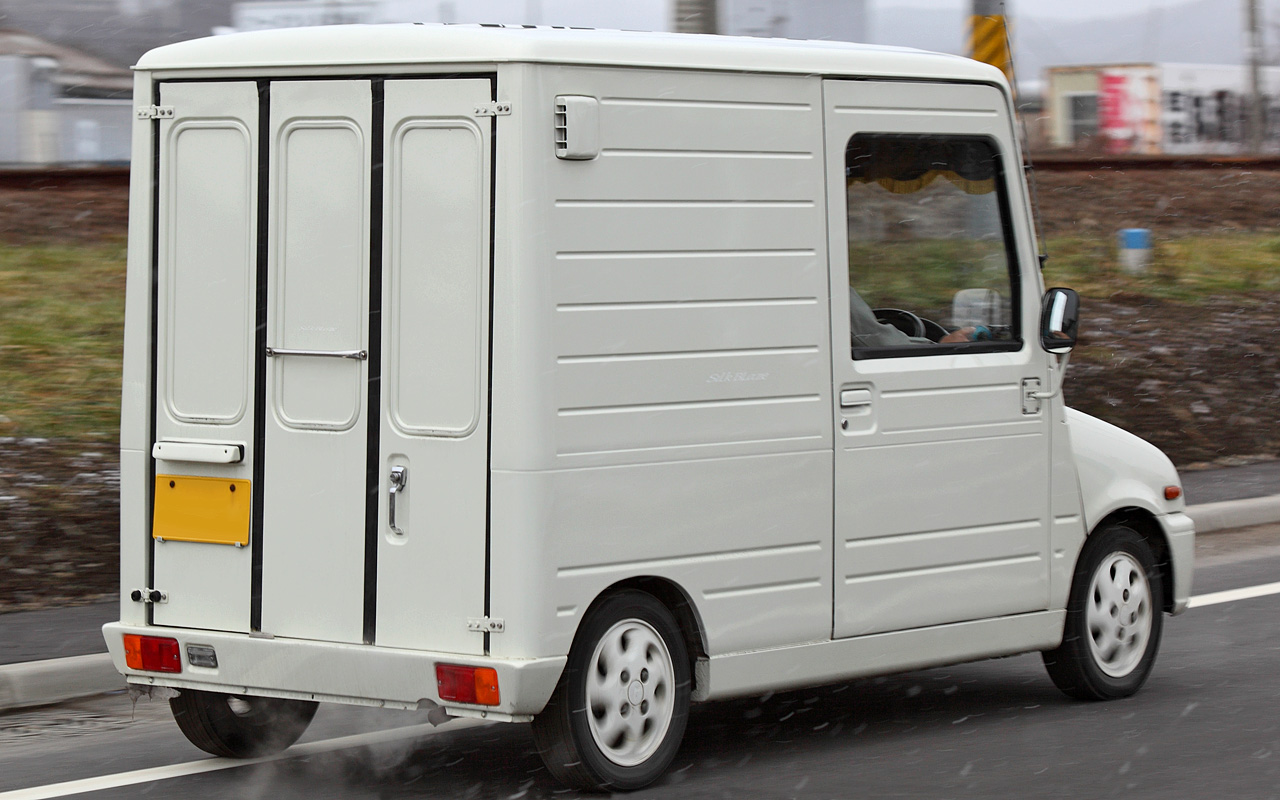
ウォークスルーバン
上下開きバックドア
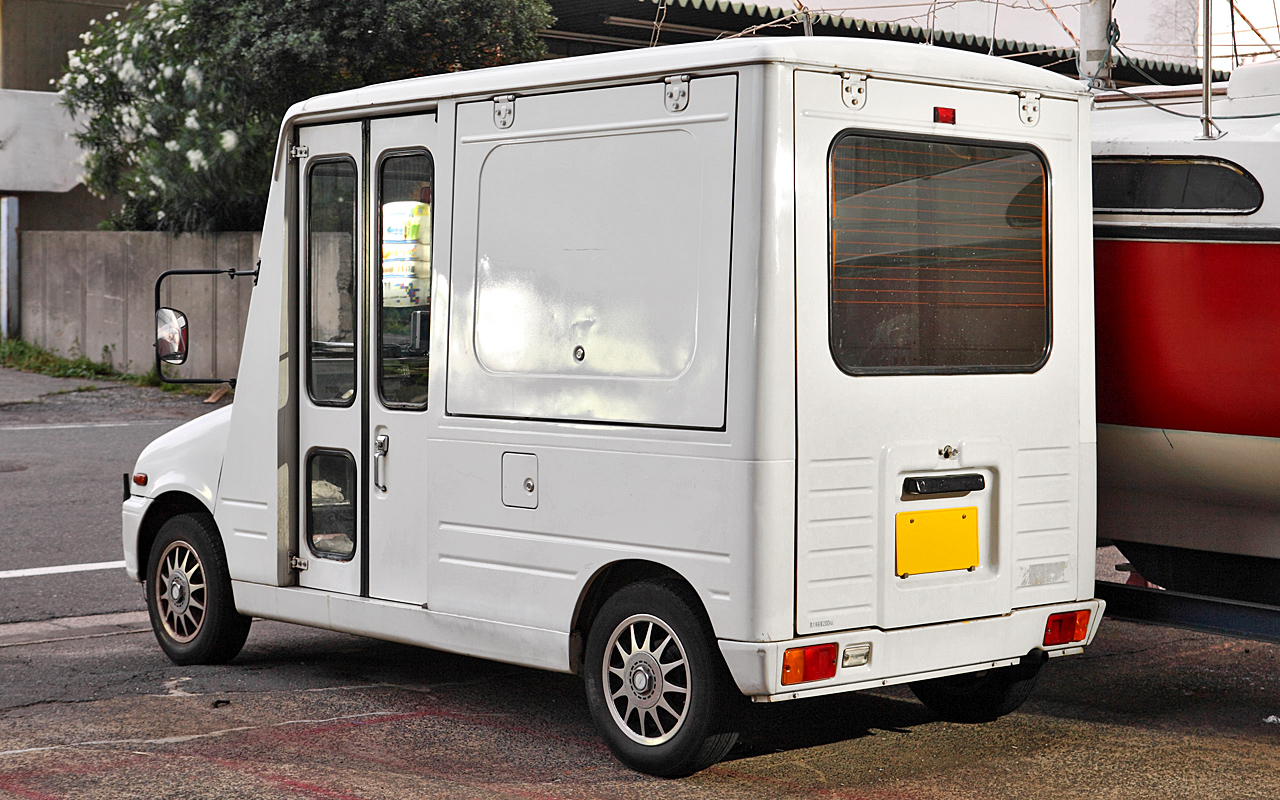
ミチート[注釈 5]

## 3代目 L200/210/220型（1990年 - 1994年）
3代目ミラ発売のタイミングで軽自動車の規格変更が行われ、排気量を550 ccから660 ccに、全長が10センチ拡大された。他車ライバルがマイナーチェンジで対応する中、フルモデルチェンジにて発売された。
日本国内向けの車種で初めてサイドインパクトビーム（サイドドアビーム）を全車に標準装備した。軽自動車初となる4WS機構やリアブレーキのみのロック防止機構アンチスピンブレーキシステム（ASB）を搭載したグレードも設定された。ターボの「TR-XX」シリーズは5ナンバーセダンと4ナンバーバンに設定されていた。4ナンバーは6バルブキャブレター 61 PS、5ナンバーは12バルブEFI 64 PSとエンジンの仕様が異なり、4ナンバーは三元触媒も付かない。ノンターボ車は6バルブキャブレター40 PS仕様。5ナンバーセダンの上級グレードには12バルブキャブレター50 PS仕様も用意された。
後期モデルからは、RVブームを意識し、車高を上げ、ルーフレールと背面スペアタイヤ、フロントグリルガード（フロントバンパーガード）を装備した、クロスオーバーモデル「RV-4」も追加された。後期モデル途中からフロントグリル、リアゲート、バンパーを独自造形とし、装備を充実させた派生モデル「ミラ・モデルノ（Mira Moderno）」も登場した。
輸出用には、日本において先代末期にミラに統合された「クオーレ」の名称を継続し、以降ダイハツがヨーロッパでの販売から撤退するまで用いた。またマレーシアのプロドゥアではカンチル (Kancil) の名で国民車として2009年まで生産された。
1990年3月
フルモデルチェンジ。
3ドアバン 
2シータ/A/B/JタイプP
TR-XX/TR-XXリミテッド
3ドアセダン
B/JタイプP/JタイプQ/J-4WDタイプP//PADi（コラムシフト車）
TR-4 EFI（4WS装着車）/TR-XX EFI/TR-XX EFIリミテッド
5ドアセダン
B/JタイプP/JタイプQ/J-4WDタイプP/J-4WDタイプQ/GRANリミテッド
1990年9月
初の特別仕様車である3ドアセダンのルージュを発売。5ドアセダンにJターボEFIを追加。バンのTR-XXリミテッドにパワーステアリングを装備。
1990年11月
3ドアターボ車にフルタイム四輪駆動のX4（クロスフォー）を追加。3ドアセダンのPADiをエアコン、パワーステアリングを標準装備としPADi-Sに名称変更。ノンターボのTR-4を追加。
1991年2月
モータースポーツベース車のX4-Rを追加。発売11周年記念車として固定式ガラスサンルーフを持つ3ドアセダン11th AE、エアコン標準装備のTR-XX 11th AEを発売。
1991年5月
セダンTR-XXのATが4速化される。既存TR-XXの装備をグレードアップの上、TR-XXアバンツァートと改称（セダン/バン共）。
1991年6月
3ドアセダンにJターボを追加。特別限定車としてパルコシリーズを発売。
1991年9月
一部改良。
Jシリーズのドアトリムをフルトリム化しシートカラーを黒主体からグレー主体に変更。55 PSの自然吸気EFIエンジン搭載車、および、4速AT設定の5ドアセダン、グランリミテッドEFIを追加した。廉価グレードのBはパワーステアリングとカラードバンパーが追加されPitに改称。バンのAと2シーターに12インチラジアルタイヤと、フロントディスクブレーキを標準装備。J-4WDに55 PSのEFIエンジンを搭載した3速AT車が追加されフルタイム化。セダンTR-XXリミテッドはTR-XXアバンツァートRに改称。ノンターボのTR-4が消滅、TR-4 EFIの装備を充実させTR-XX 4WSに改称。
1991年11月
特別仕様車としてパルコシリーズを発売。内訳はラジオアンテナをルーフに装着・新デザインのストライプとフロントエンブレムとシートデザイン・カラードホイルキャップとPARCOロゴ入りのメッシュタイプのアルミホイールが選択できた。55 PS EFIエンジン、4速AT搭載車も設定され、3ドアセダンには電動キャンバストップ仕様も選択できた。
1992年8月
マイナーチェンジ。
前後フェイスリフトと内装を変更。3ドアターボにRV-4追加。X4をベースに最低地上高を上げ、大型バンパーガードやアンダーガード、背面スペアタイヤ、ルーフレール等を装備しRV風のルックスとした。ターボ車のATは全車4速化。パルコシリーズ終了に伴い、3ドアセダンに55 PS EFIエンジン、4速ATを搭載したSiを追加。Jシリーズに6バルブ42 PS EFIエンジン搭載車のJタイプS（ミラ初のSRSエアバッグ装備）を追加。5ドア車のパワーウインドが前後席に対応。セダンのPADi及びバンのTR-XXは消滅。
1993年1月
内外装を高級化した派生モデル、ミラ・モデルノを追加。全グレードノンターボで55 PS モデルと42 PS モデルが用意される。各種快適装備のほかに、Gグレードには軽自動車初となる電動格納式ドアミラーも標準装備される。専用の丸みを帯びたナンバープレート付きテールゲートに変えられている。
1993年9月
一部改良。
車種体制の見直しでTR-XX 4WS、Si、グランを廃止。JシリーズはタイプQと4WD、Jターボに統一。デカール類の簡略化。モデルノシリーズのバンパーをフルカラード化。3ドア車のリアシート窓が固定式に変更。シート生地の変更。室内色を全車ブラックに統一。エアコンの代替フロン化。
1994年1月
モデル末期のお買い得仕様「ピコ」発売。
1994年8月
生産終了。在庫対応分のみの販売となる。
1994年9月
4代目と入れ替わって販売終了。
- 後期型5ドア
- リア
- 欧州仕様
クオーレ3ドア
- 前期型車内

- ウォークスルーバン
折戸バックドア
- ウォークスルーバン
上下開きバックドア

### ミラX4R（クロスフォーアール）
当時全日本ラリー選手権で無敗を誇っていたアルトワークスの牙城を崩すためにX4をベースに開発されたラリー仕様車X4Rを1991年1月31日に販売開始。当時のラリーの規定ではエンジン、トランスミッション、マフラーの変更および改造が禁止されていたため、それらを重点的に強化。エンジン型式こそX4と共通のEF-JL型だが、鍛造クランクシャフトおよびフライホイールの採用、EFIコンピュータの変更などでファインチューニング。スパークプラグの熱価番数を上げると共に、エキゾーストパイプの径を大形化することにより高回転域での性能を向上させている（マイナーチェンジ時にはタービン軸受けをボールベアリング化）。また、パワートレインに関してもトランスミッションをクロースレシオ化し、LSDを装備する。ラリーユースを前提とするため、X4から装備を大幅に簡素化させ（ただし、各部の強化と追加装備で、車両重量はX4と同じ690 kg）、外装は標準のミラと共通（オプションでTR-XXと同等の外装にすることも可能）、ユーザーによる換装を前提としているため、シートは標準仕様、タイヤもバイアスタイヤである。発表後直ちに全日本ラリー選手権に投入、1991年はシリーズ2〜4位に留まったが、翌年堀田憲幸により、Aクラスのチャンピオンマシンとなった。X4Rは月販10台の受注生産で行われ、車両価格は129万8,000円であった。

## 4代目 L500/510型（1994年 - 1998年）
1994年9月
フルモデルチェンジ。スタイルはこれまでとは異なり、やや丸みを帯びた外観となった。
このモデルではダイハツの軽自動車としては初となる4気筒DOHC16バルブエンジンJBシリーズがラインアップされた。TR-XXは登場初期こそ販売は好調であったが、1年後に同社から発売された軽トールワゴンのムーヴに人気が集中し、苦戦を強いられる。次期モデルにはターボモデル（3ドアTR・5ドアCR）は存在するが、結果的にTR-XXシリーズはこの代で幕を閉じることになる。ただ、唯一4気筒エンジンを搭載するL502系ミラはスポーツ性能が非常に高く、ダイハツチャレンジカップでは、製造から10年以上経過する車両であっても常に上位を占める車種の一つであった。
初代モデルより継続してラインナップされたウォークスルーバンは、この4代目に設定されたのが最後となった。
安全装備として、ミラシリーズ初のABSが設定され、マイナーチェンジによりエアバッグの設定車種が加わった。またフルラップ前面衝突40 km/hでの安全性もクリアしている。
海外生産モデルでは、パキスタンのインダス・モーター・カンパニーにて（日本で生産終了後の）2000年3月から2012年3月まで「クオーレ」の名で850 ccエンジンを搭載したモデルを現地生産した。
1995年10月
一旦消滅した派生モデル「ミラ・モデルノ（Mira Moderno）」が復活。モデルノは先代モデルのキープコンセプトと言えるリアビューになった。エンジンは全車DOHC4バルブで3気筒12バルブ（EF-ZL）・4気筒16バルブ（JB-EL）の2種類。ミラ・モデルノ追加で既存グレードは見直され、NA仕様は廉価版のみに整理された。
1996年5月
モデルノのみマイナーチェンジ。
1997年5月
マイナーチェンジ。
スポーティ版グレードとバンを除き、標準車（セダン）はミラ・モデルノに統合。バン、およびセダンの3気筒SOHCエンジン搭載車を除く全車にマルチリフレクター式ヘッドランプが標準装備。4気筒エンジン搭載車はターボのみとなる。
1997年8月26日
後のミラジーノの源流となる「ミラ・クラシック」を追加。レトロ調の5ドアセダンで、標準車をベースに、ヘッドランプとテールランプを丸型化、バンパー、ホイールキャップ、ドアミラー、アウタードアハンドルをメッキ化。ライトブラウンで統一したインテリアと、イタリアMOMO社製のウッドステアリングホイールを装備。40馬力（前輪駆動）と55馬力（四輪駆動）のNA仕様と64馬力のターボ仕様がある。
1998年1月6日
モデル末期の特別仕様として「モデルノ」をベースにサンリオとのコラボレーションで、ハローキティデザインのフロントエンブレム、ホイールキャップ、メーター、シート表皮などを採用するとともに軽自動車初のMDチューナーデッキを特別装備した「ハローキティ・バージョン」を追加。
1998年9月
生産終了。在庫対応分のみの販売となる。
1998年10月
新規格に対応した5代目とバトンタッチして販売終了。

### ミラTR-XXアバンツァートX4・X2
3代目にも設定されていたラリー仕様車を4代目にも設定。JB-JL型エンジン搭載の四輪駆動車であるTR-XXアバンツァートR4をベースに、ラリーユースを前提とした装備の簡略化加え、JB-JL型エンジンは、アルミ製鍛造ピストンの採用、燃料ポンプの流量アップ、高熱価スパークプラグの採用、タービンの高回転対応インペラの採用など、ファインチューニング。トランスミッションはクロース化され、サスペンションも強化品が装着され、1994年11月に販売開始。車両価格は120万円。
翌1995年11月には全日本ラリー選手権第2部門をターゲットとした前輪駆動の競技専用車「TR-XXアバンツァートX2」を販売開始。 TR-XXアバンツァートRをベースとし、エンジンはX4と同じファインチューニングを施され、トランスミッションを専用にクロース化、サスペンションに強化品を装着、装備の簡略化など、X4と同等の変更がなされた。車両価格は108万円。

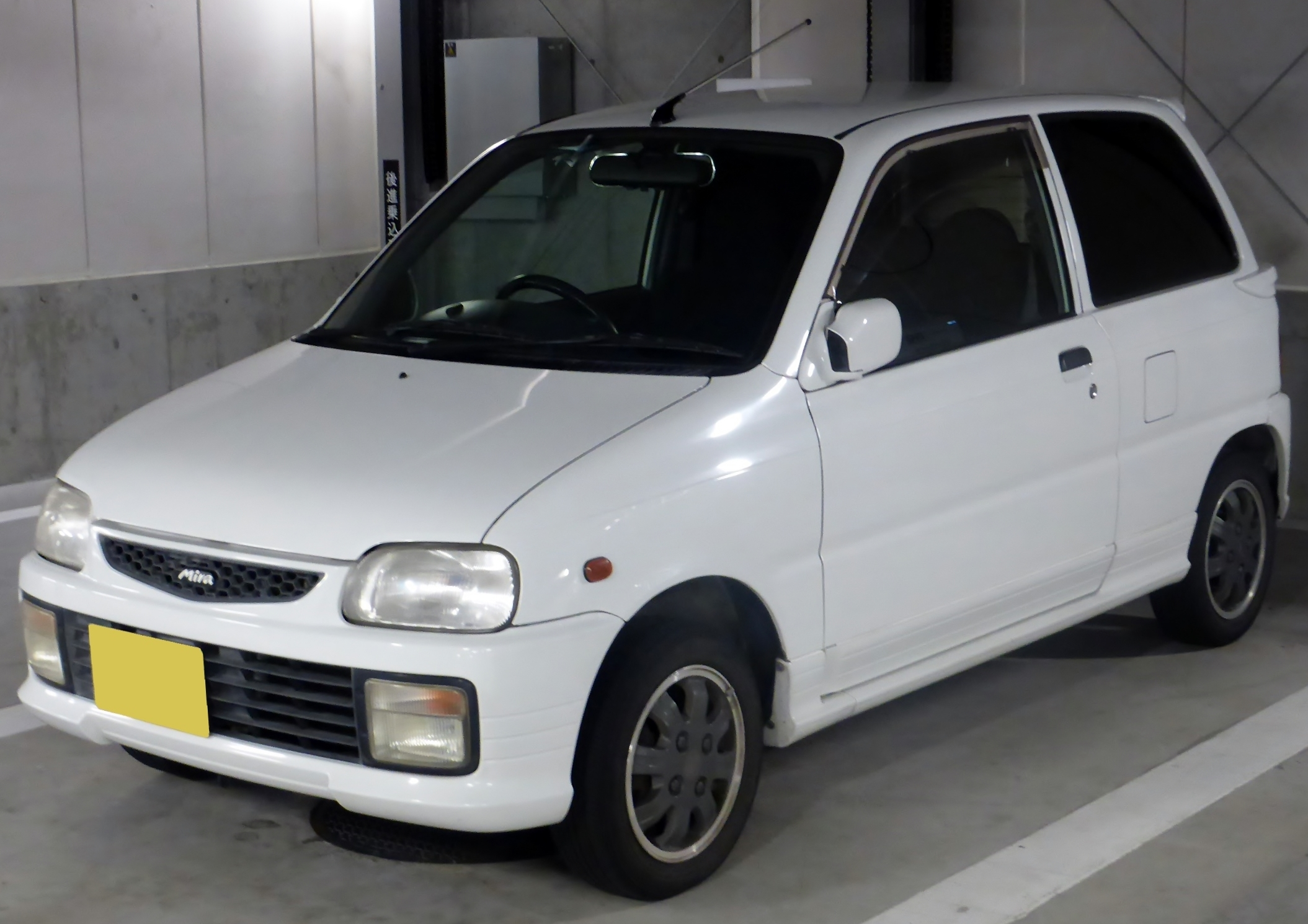
CLターボ(前期型)
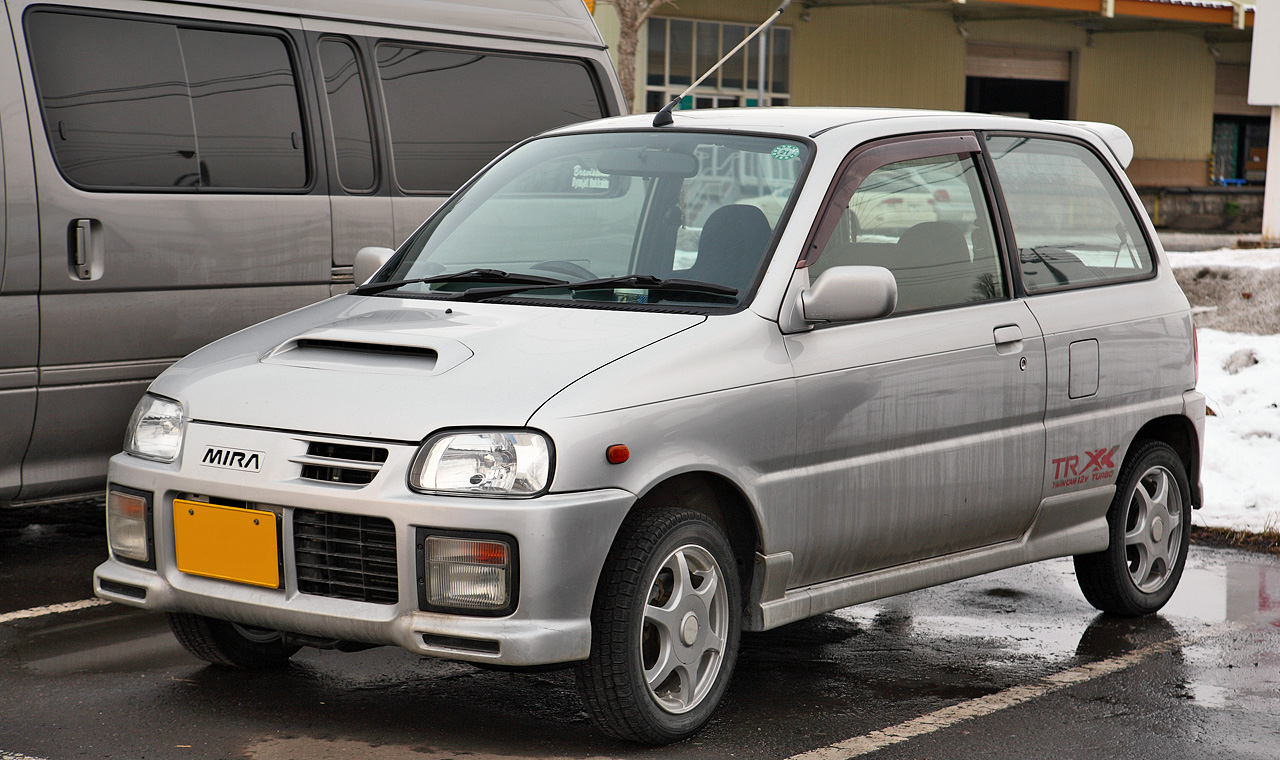
TR-XX(後期型)
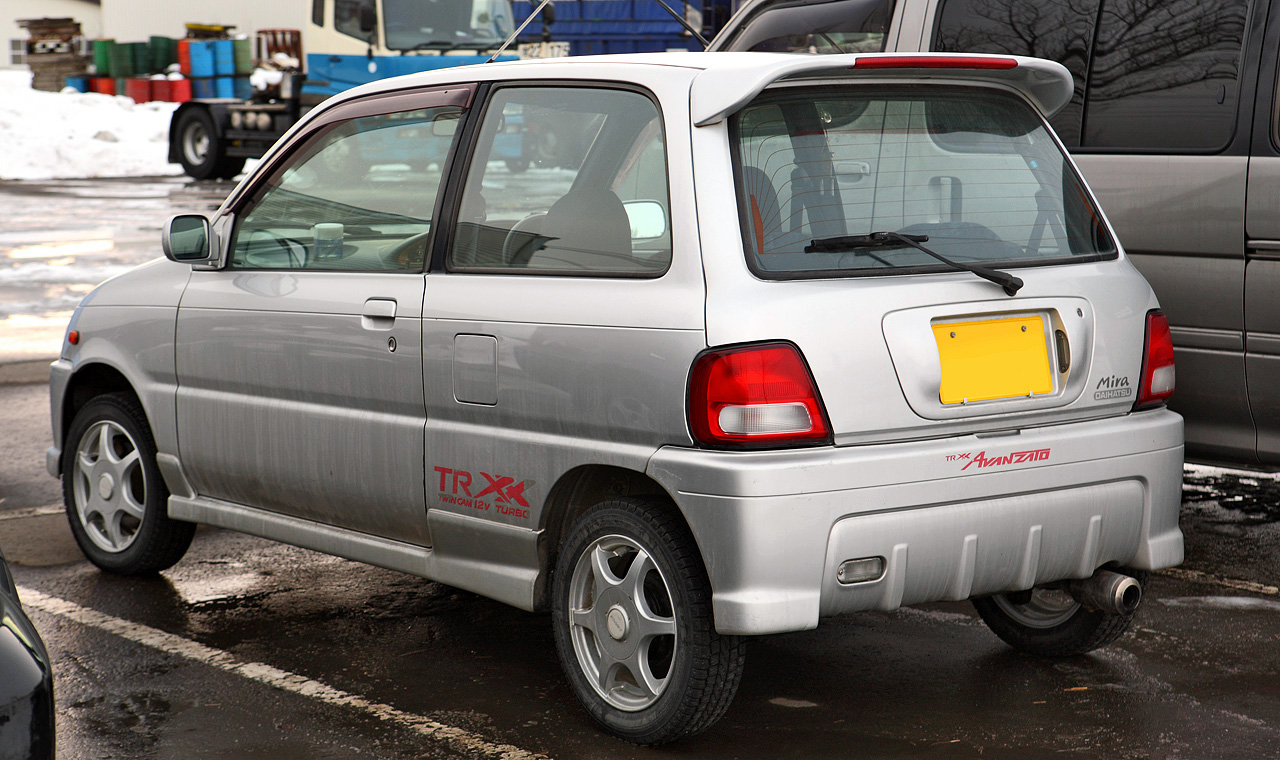
TR-XX(後期型)
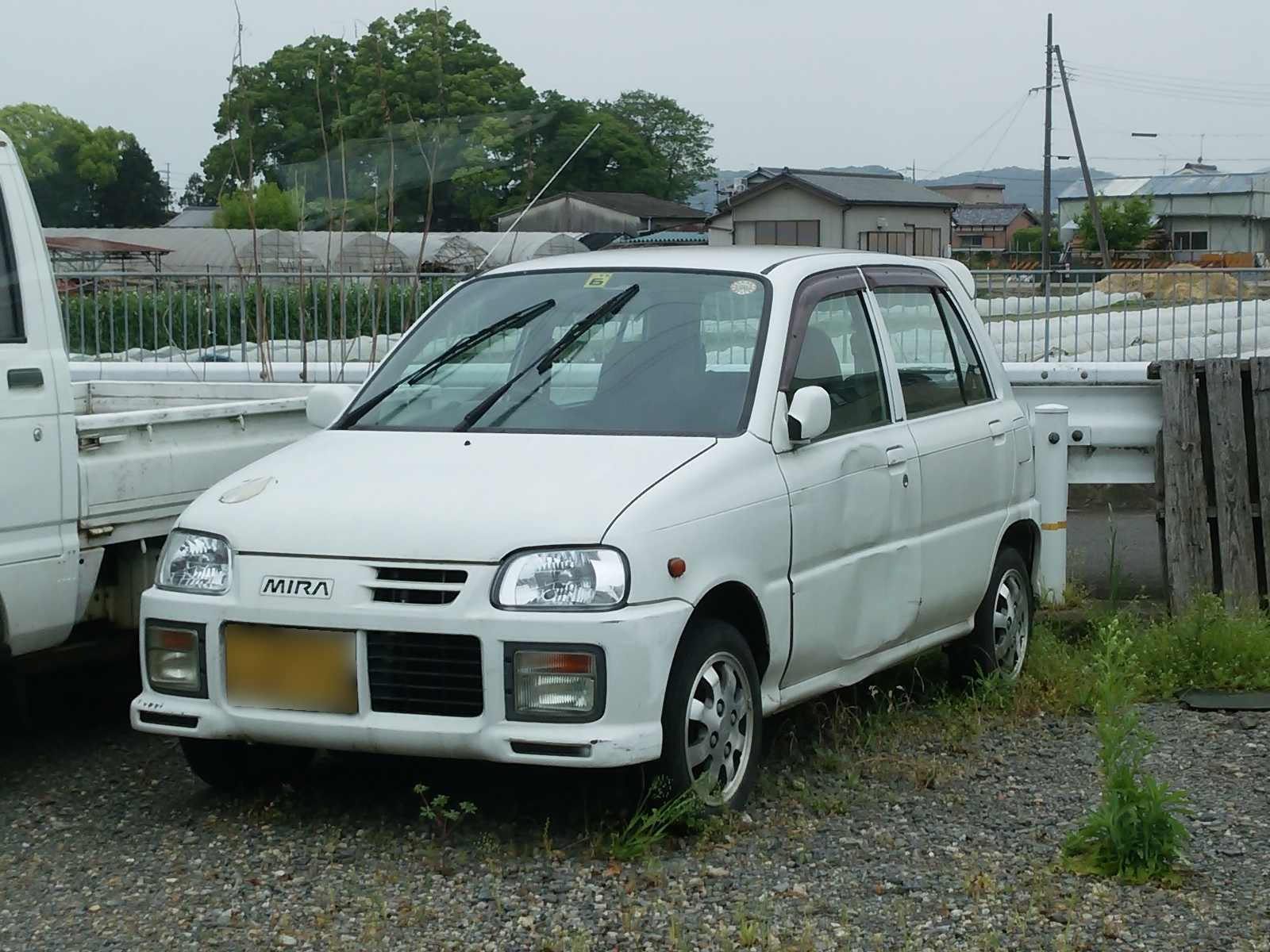
CR(ピューロホワイト)
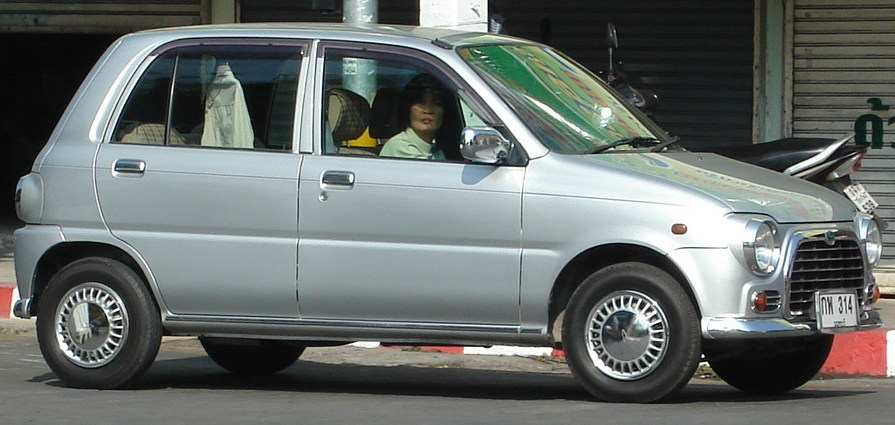
クラシック

## 5代目 L700/710型（1998年 - 2002年）

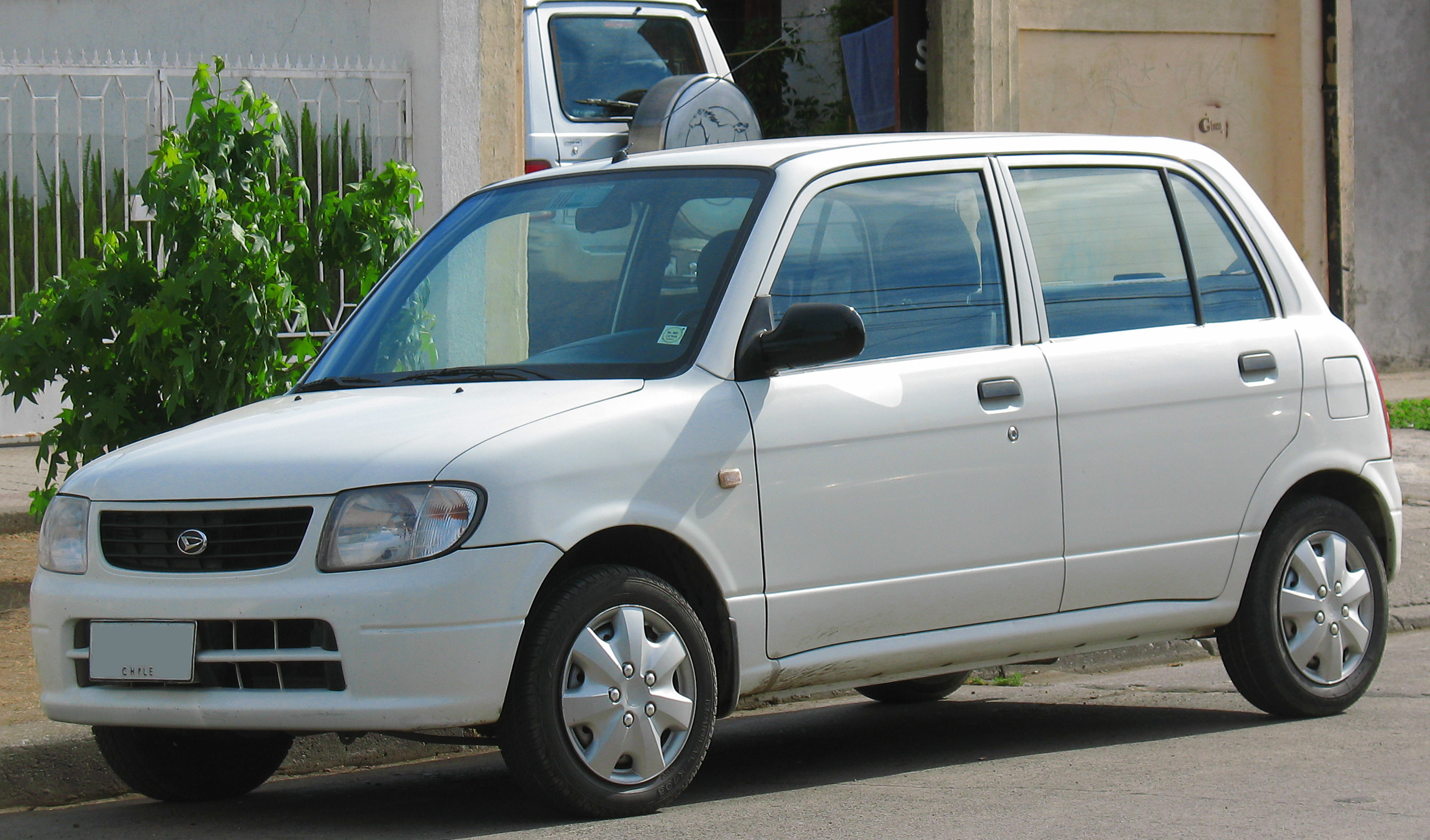
チリ仕様クオーレ

1998年10月6日
軽自動車の規格改正に伴いフルモデルチェンジ。
エンジンはEF-SE型直動式SOHC、DVVT可変バルブタイミング機構付EF-VE型DOHC、インタークーラーターボEF-DET型DOHCのいずれも3気筒のみが用意された。変速機は3AT（EF-SE、EF-VE(四輪駆動のみ)）、4AT（EF-VE(前輪駆動のみ)、EF-DET）、5MT、CVT（EF-VE）。この代から、リアサスペンションの形式がそれまで使われていたセミトレーリングアーム式独立懸架（前輪駆動）、および5リンクコイル式車軸懸架（四輪駆動）からそれぞれ新開発のリアサスペンション（前輪駆動はカップルドリンク式車軸懸架、四輪駆動は3リンクアクスルビーム式車軸懸架）へ変更された。また、ホイールのP.C.Dが従来の110.0 mmから一般的な100.0 mmへと変更された。また、安全性の向上が図られ、衝突安全ボディ「TAF（タフ）」、デュアルエアバッグ、ABS、ブレーキアシスト、DVSなど安全装備が向上された。
輸出仕様はストーリア（現地名・シリオン）用の1000 ccエンジンを搭載してクオーレまたはシャレードの名で販売された。1000 cc搭載車は日本国内でもエクステリアをミラジーノのものに改めてミラジーノ1000として2002年8月に発売された。海外生産モデルでは、マレーシアで2001年からプロドゥアがクリサ（Kelisa）の名で内外装に手を加えた上で1000 ccのエンジンを搭載して生産した。
1999年3月
派生車種で、ミラ・クラシックの後継でモデルノと統合したミラの追加グレードとしてミラジーノ登場。
1999年11月
マイナーチェンジ。
「TR」、「TX」、「CX」にメッキドアアウターハンドルを標準装備し、ABS・TCS・横滑り制御機能を複合させ、雨や雪道などの滑りやすい路面でも安全な走行を可能にするDVSをオプション設定に追加。セダン全車にパワーウィンドウやチャイルドシート固定機構付リヤ3点式ELRシートベルトを採用。また、TRには7本スポークデザインの14インチアルミホイールも標準装備された。バンは全車にパワーステアリングが採用され、「TAスペシャル」には室内空間を向上するため、フルファブリックシートを採用した。同時に、グレード体系が見直され、5ドアモデルのターボ車「CR」が販売不振のため廃止。
2000年5月
シリーズ日本国内累計販売400万台達成（初代モデルの販売開始から19年11か月で達成）。17日には「Pico」をベースに2DIN CD/MD・AM/FMオーディオ&フロントスピーカー、メッキ電動格納ドアミラーを装備した特別仕様車「Pico メモリアルエディション」を発売。
2000年10月4日
マイナーチェンジ。
衝突安全ボディ「TAF」の性能を向上すると共に、乗員にやさしい安全インテリア「SOFI（ソフィ）」を採用。MT車にはクラッチスタートシステムを追加した。この他、フロントバンパー・グリル、リアコンビランプ・ライセンスガーニッシュのデザインを変更。3ドアセダンのターボ車TRが廃止されターボ車はミラジーノのみの設定となった。ジーノと住み分けのためミラは実用版中心のグレード（TD/TV/CD/CX）となり、同時に内外装を充実した特別仕様車「Pico」を追加した。
2001年10月3日
一部改良。
独自の排出ガス浄化触媒「TOPAZ（トパーズ）触媒」を採用し、浄化性能を飛躍的に向上させたことにより、EF-VE型エンジン搭載の前輪駆動車は「超-低排出ガス（平成12年基準排出ガス75 %低減レベル）」認定を取得。この他、デュアルSRSエアバッグの改良や内装のリファイン、3ドア・CVT車の「TV」ではABS（ブレーキアシスト付）やキーレスエントリーを追加。また、新グレードとして、セダンにはタカラ（現・タカラトミー）とのコラボレーションにより、専用スポーツシート表皮、2DINオーディオ（MD・CD・AM/FM）、スポーツステアリングホイール、スモークドアガラス、電波式キーレスエントリーを装備した「Licca with Happy pappy」、パワードアロック・キーレスエントリー・室内フルトリムなどを装備した新3ドア廉価グレード「TL」の2グレードを、バンに運転席SRSエアバッグを搭載した超-低排出ガス認定グレード「TU」を追加。これに伴い3ドア「TD」および5ドア「CX」のCVT車が廃止される。
2002年11月
生産終了。在庫対応分のみの販売となる。
2002年12月
6代目と入れ替わって販売終了。
- チリ仕様クオーレ

## 6代目 L250/260型（2002年 - 2009年）

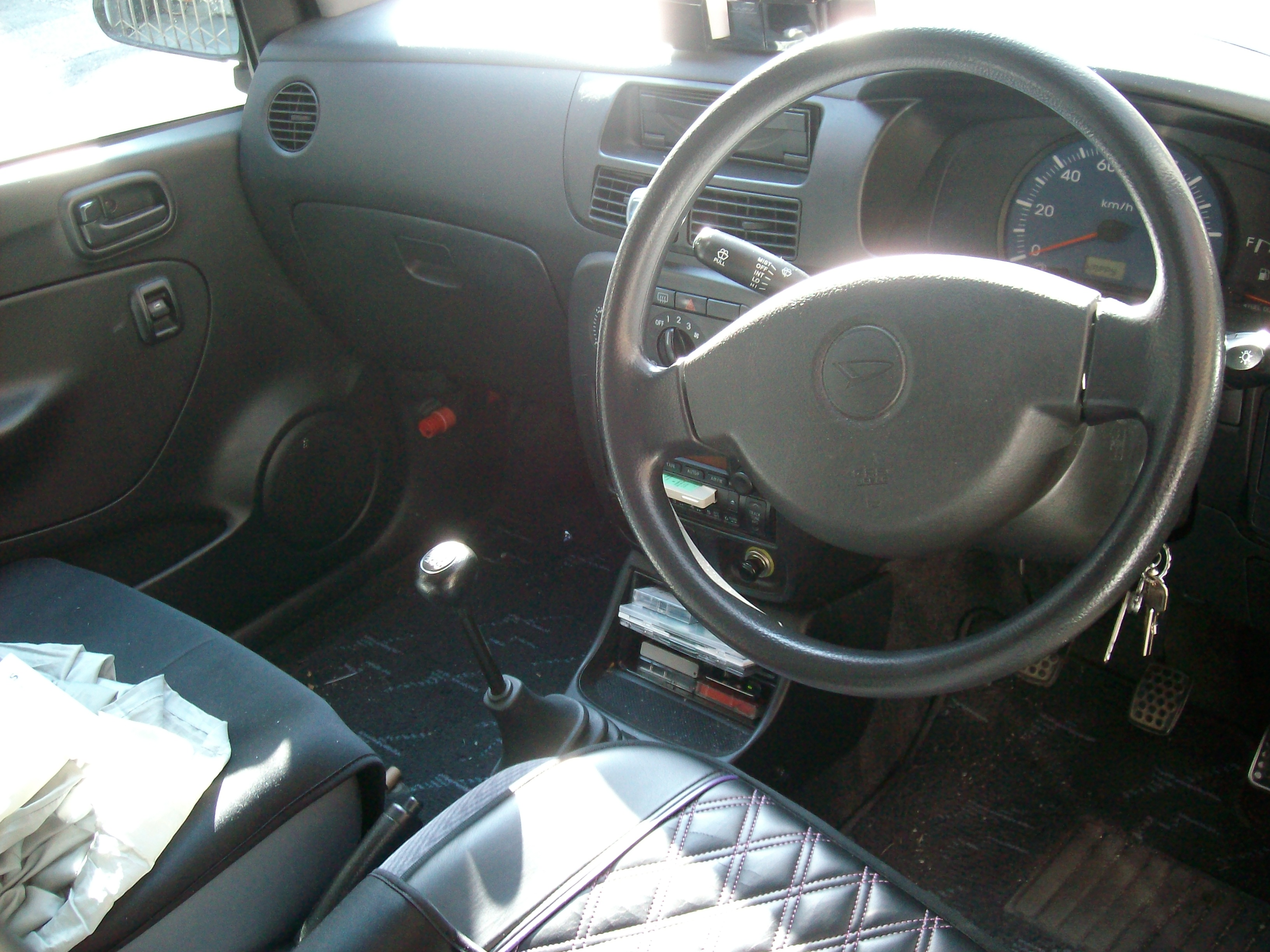
L250S 前期型の車室内
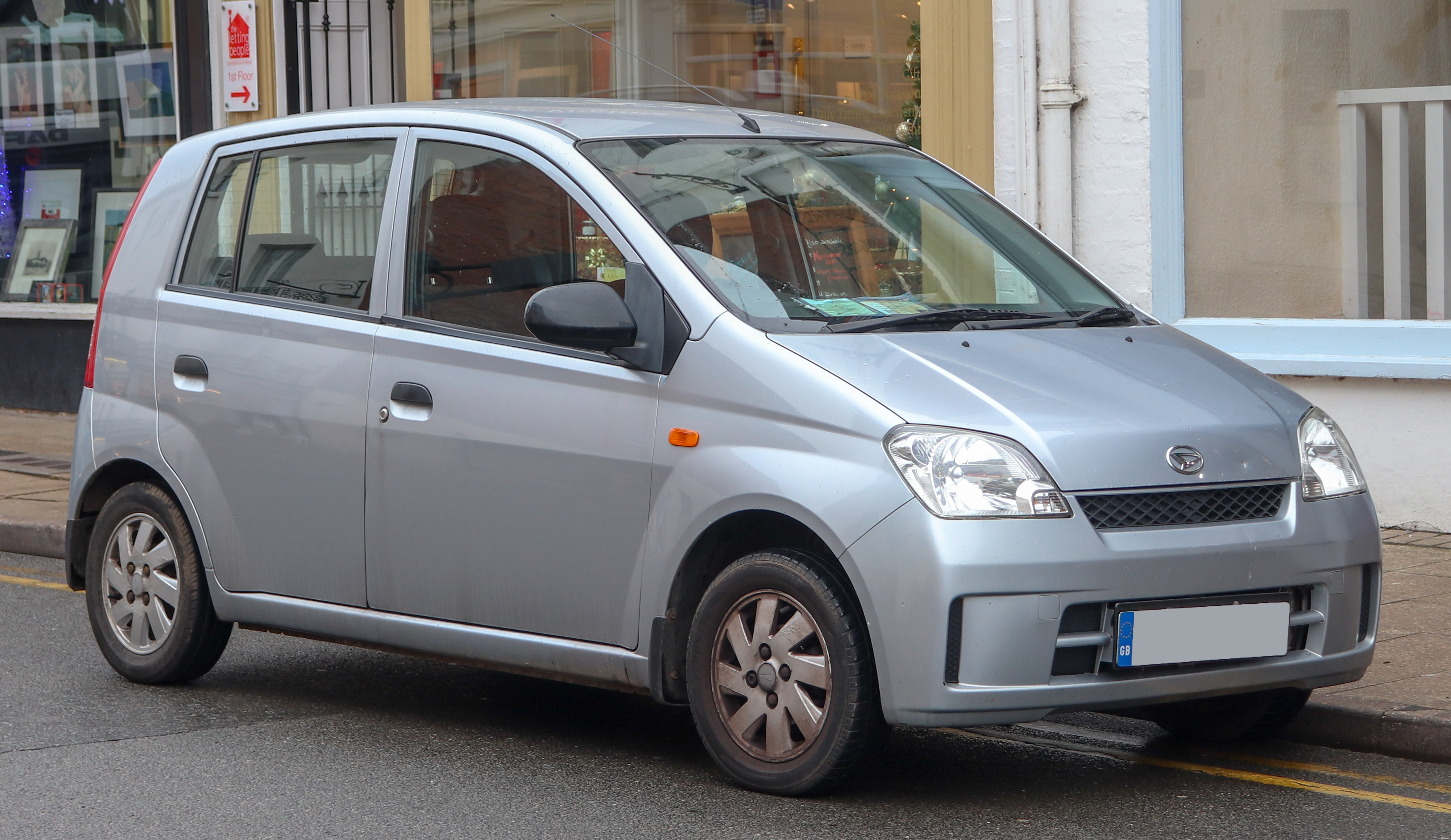
イギリス仕様シャレード
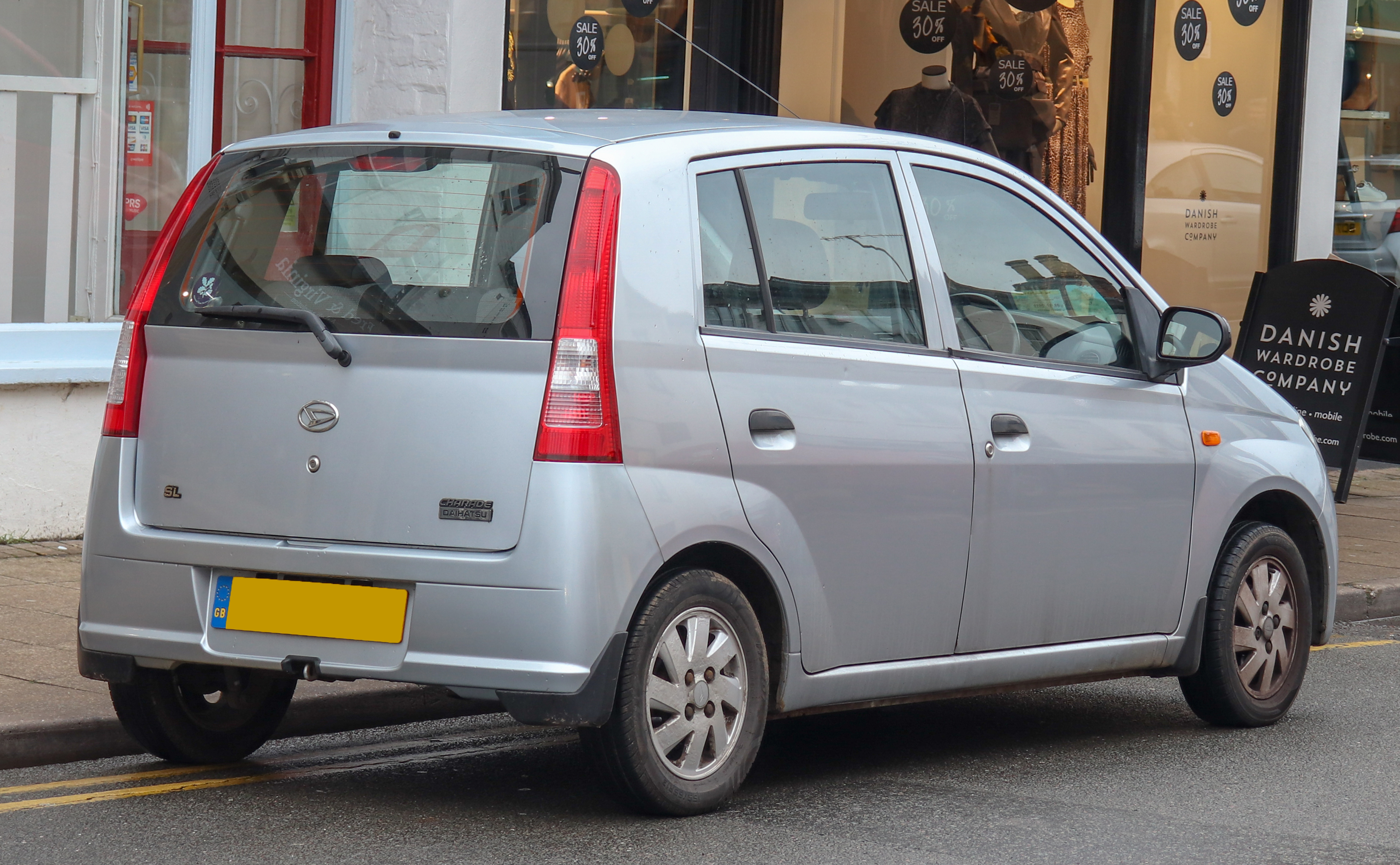
イギリス仕様シャレード

- セダン：2002年 - 2006年（セルフマチックのみ2009年）
- バン：2002年 - 2007年

2002年12月20日
フルモデルチェンジ。
同時に国内専用車の上級仕様「ミラ アヴィ (Mira AVY)」を同時ラインアップ。ただし、ジーノはモデルチェンジされずそのまま継続発売された。エンジンはEF-SE型、EF-VE型、アヴィに専用設定のターボエンジンEF-DET型のほか、軽自動車初の直接噴射式エンジンEF-VD型も追加され、これに新開発「DAIHATSU STOP AND GO SYSTEM」を組み合わせることにより、30.5 km/Lという低燃費を実現させた（ミラV、5MTのみの設定）。さらにアヴィには、横滑り制御、ABS、トラクションコントロールを統合制御する「DVS II」がオプション用意された。
2003年9月2日
アヴィ「X」をベースに、ディスチャージヘッドランプ（ロービーム）、フォグランプ、専用ファブリックシートなどを採用した特別仕様車「アヴィ Xリミテッド」を発売。
2004年5月6日
アヴィ「X」をベースに、専用シート&ドアトリム表皮、ウッドパネル、オートエアコン、タコメーター付2眼メーター、14インチアルミホイール等を装備した特別仕様車「アヴィ My Selection」を発売。
2004年10月4日
特別仕様車「Lリミテッド」、「アヴィ Lセレクション」を発売。前者はミラ「L」をベースに、CDオーディオ、スモークドガラス、ベージュの専用シート表皮などを採用し機能を充実しながら価格を抑えた。後者はミラアヴィ「L」をベースに、オートエアコンや運転席バニティミラーなどを装備し、内装の機能面を強化した。
2005年8月29日
マイナーチェンジ。
内外装のリフレッシュを行い、フロント周りを一新。内装はベージュカラーを採用し明るい色調になった。パワーウィンドウスイッチの位置変更を行い、吸音天井を採用した（ミラの一部グレードを除く）。アヴィはフォグランプを標準装備化した。
セダン系の通常モデルはマイナーチェンジまで地域限定だった5ドア専用の装備厳選グレード「D」をカタロググレードに昇格。また3ドアの直噴エンジンモデル「V」を除きEF-SE型SOHC3気筒エンジンに統一された。
同時に福祉車両「フレンドシップシリーズ」の新車種として、軽自動車で初めて、車椅子ごと運転席に乗り込める自走式福祉車両専用車「ミラ セルフマチック」を発表（同年11月14日販売開始）。本仕様は保安仕様に適合した専用の車椅子と自動乗り込み装置の採用により専用車椅子ごと運転席への乗車を可能にし、車椅子から運転席への移乗や車椅子積み込みの負担を解消した。自動乗り込み装置の操作はリモコンで操作できるようになっており、1回目のリモコン操作で装置を乗車位置まで下降した状態にし、専用車椅子を装置のユニット中央位置まで後退させセット。2回目のリモコン操作で装置が上昇、同時に専用車椅子の前後輪も上昇し運転席位置まで自動で回転。位置についたら手動で外側車輪を後方へ移動させるだけで乗車が完了する。また、ドアは約90度まで開くようにし、コンパクトな自動乗り込み装置により、ベース車と同等の乗員人数を確保。運転補助装置は障害の程度や状態に合わせて選択・装着可能である。セルフマチックのベース車両はこの時期に発売されていたLグレードでキーレスエントリー、電動格納ドアミラー、プライバシーガラス、3ATという装備充実の仕様だが前席中央のスペースが限られるからか給油口リッドに鍵穴、ハッチバックのゲートが外からしか開けられないバンの下位グレードAなどと同じ方式がとられた。
2006年11月
セダン生産終了。在庫対応分のみの販売となる。
なお、セダンの7代目へのモデルチェンジ後もバンは約1年間6代目が継続販売された。このバンは2007年のモデルチェンジ時点で、日本メーカーの国内販売車種としては数少ないアナログ式オドメーターと指針式水温計仕様でもあった。またミラ セルフマチックはその後も在庫販売が継続されたが、2009年8月をもって販売を終了した。
- L250S 前期型の車室内
- イギリス仕様シャレード
- イギリス仕様シャレード

## 7代目 L275/285型（2006年 - 2018年）

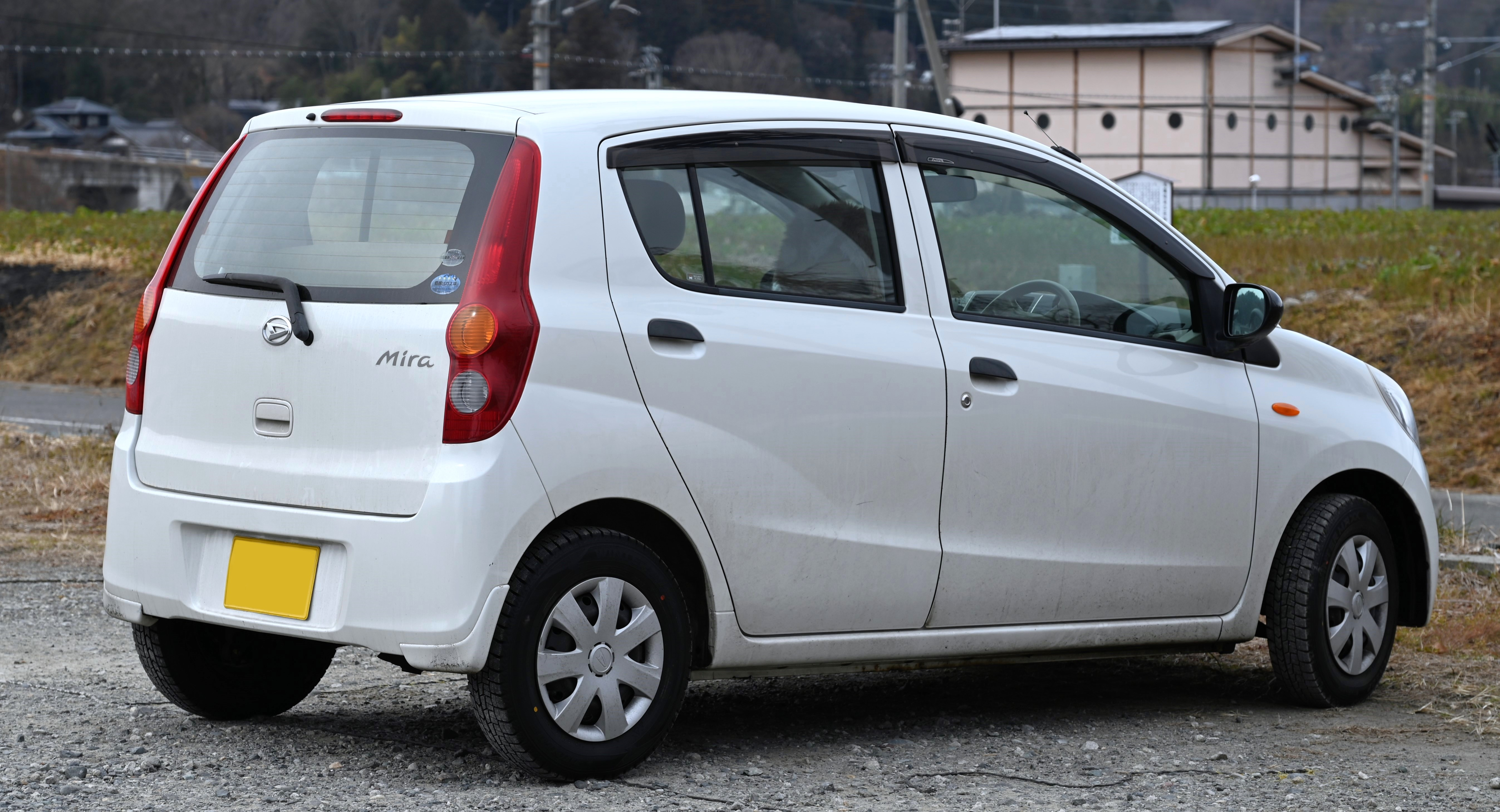
ミラ リア
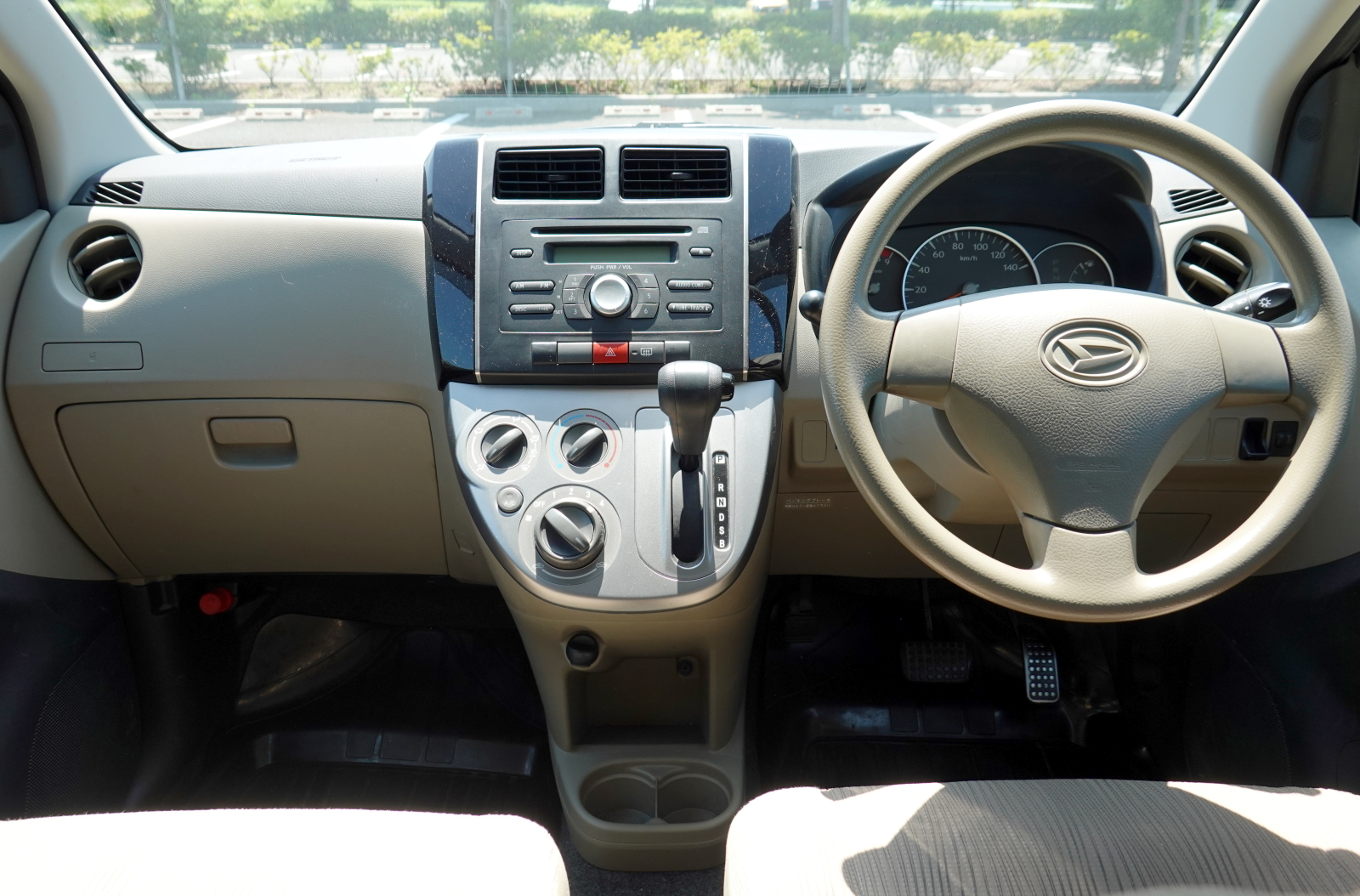
ミラ X 車内
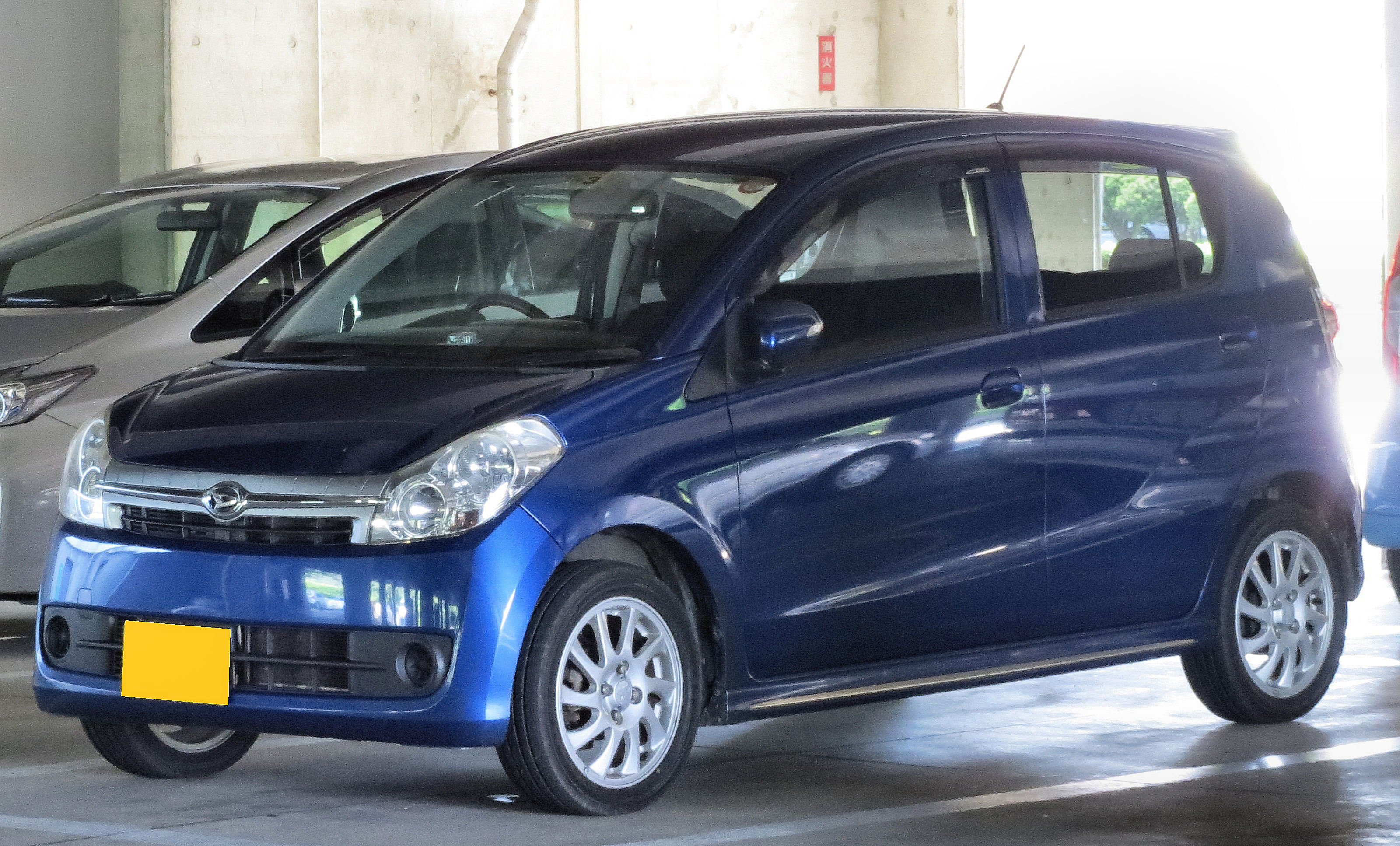
カスタム RS
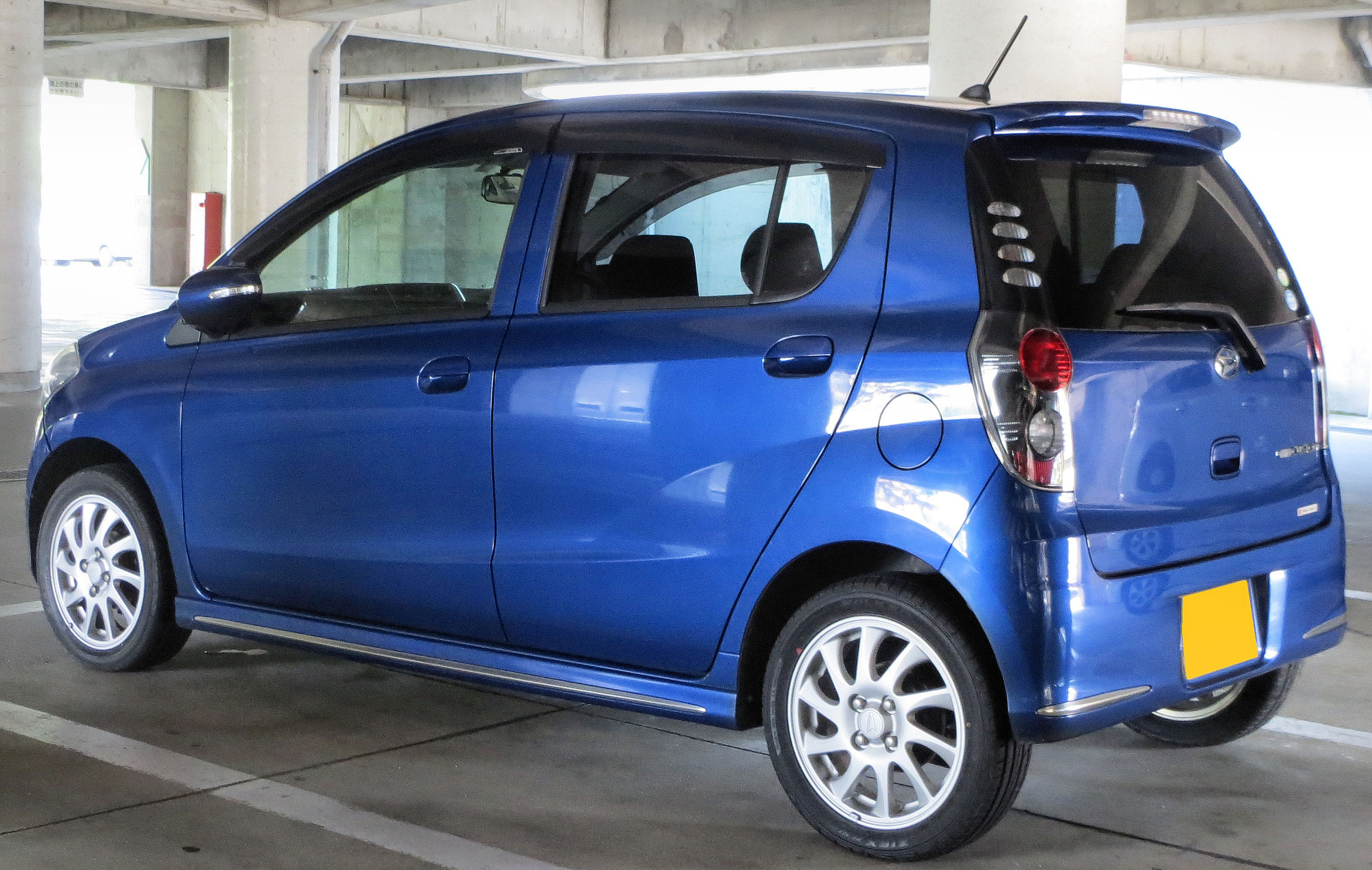
カスタム RS リア
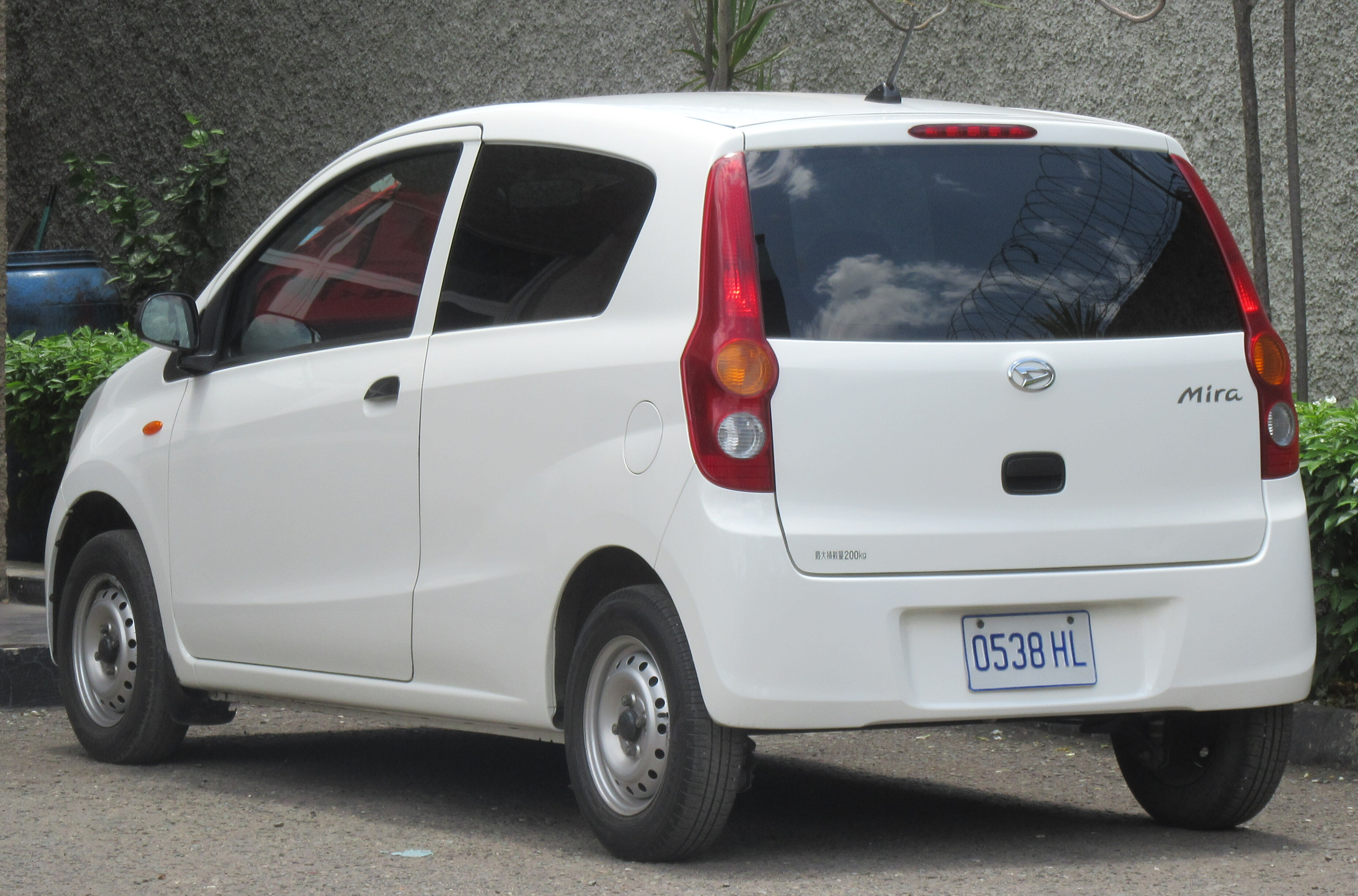
バン TX リア

2006年12月18日
セダンをフルモデルチェンジ。通常モデルと、ミラアヴィの後継となる上級モデルで日本国内専用車の「ミラカスタム（Mira Custom）」の2種類をラインアップ。3ドアモデルは廃止された。目標月間販売台数は6000台と発表されている。車高が先代よりも約40 mm高くなり、ボディーサイズはかつて同社で生産されていた軽セミトールワゴンのMAXに近いものとなった。
エンジンはすでにエッセ、ムーヴで採用されているDVVT可変バルブタイミング機構付KF-VE型DOHC12バルブエンジン、インタークーラーターボ付KF-DET型DOHC12バルブエンジンを搭載。変速機は従来からの4速AT、3速AT、5速MTに加えて、ソニカとムーヴで採用されている新開発のCVTが追加された。また、標準モデルの「X Limited SMART DRIVE Package」は、「DAIHATSU IDLE STOP SYSTEM」を備え、燃費27.0 km/L(10・15モード走行燃費)を実現。ミラカスタムのみリアシートにヘッドレストを標準装備。
なお車名ロゴの｢Mira｣はのちに発売されたミライース（初代・2代目を通じて）・ミラココア・ミラトコットでもそのまま使われている。
2007年3月末
初代デビューの1980年からここまででジーノを含めた国内生産台数が289万1081台となる。
2007年7月
カスタム「RS」について、約2,050台に型式指定とは異なる小径のブレーキディスクの装着（ドライビングアシストパック非装着車）が判明し、一時出荷停止。型式指定取得の際、申請した仕様書の記載ミスが原因であった。国土交通省は同月付けで業務改善命令を出した。
2007年8月20日
創立100周年を記念し、CVT仕様にABS、ブラウン系のシート表皮&センタークラスター、タコメーター、瞬間燃費計、キーレスエントリー、スモークドガラス、電動格納式カラードドアミラーなどを装備した特別仕様車「メモリアルエディション」を発売。
2007年11月9日
「L」をベースに電動格納式カラードドアミラー、スモークドガラス、メッキグリル、ブラウンのシートを採用しながらも価格を抑えた特別仕様車「Lセレクション」を発売。
2007年11月21日
2007-2008日本カー・オブ・ザ・イヤーの、ベストバリュー賞を受賞。
2007年12月10日
6代目を継続販売していたバンがフルモデルチェンジ。7代目の新プラットフォームをベースにバン専用に3ドア化。エンジンは全車KF-VE型を採用し燃費性能を向上。運転席・助手席デュアルSRSエアバッグを全車標準装備した。アナログ式オドメーターと指針水温計は廃止されセダンとほぼ同等のメーターパネルとなる。グレード体系は「TL」と「TX」の2グレードで、「TX」はセキュリティアラームを追加装備した。2008年2月にはバンCNG車もモデルチェンジした。なおこの一連のバンの3ドアは2017年現在の前輪駆動軽自動車唯一のものとなる。
2008年12月17日
一部改良。
ボディカラーにシャイニングレッドを追加。カスタムの一部グレードに設定されていたエンジンスタートのプッシュボタンを含むアドバンスオペレーションパックがオプション廃止される。「カスタムRS」に設定されていたVSC、レーダークルーズコントロールを含むドライビングアシストパックもオプション廃止される。廉価グレードの装備が見直され、「カスタムL」はCVTやABS、フルオートエアコンを標準装備化。「カスタムX」はアルミホイールのデザインを変更。標準タイプのミラは特別仕様車の「Lセレクション」と「メモリアルエディション」を廃止し、フルモデルチェンジ当初のグレード体系に戻す。
2009年4月20日
特別仕様車「X Limited ER」発売。ERとは「Economy&Reasonable」の頭文字をとったもので「環境に優しく、それでいてお買い得なグレード」というものが集約されている。具体的にはCVT仕様の「X Limited」をベースに、運転席シートリフター、チルトステアリング、アジャスタブルショルダーベルトアンカー等の快適装備がプラスされている。
2009年9月1日
「L」と同価格帯でありながら、3眼メーター、瞬間燃費計、キーレスエントリーなどを装備し機能を充実した新グレード「Xスペシャル」を追加。4ATのみの設定となる。
2010年4月1日
一部改良。
標準車は「Xスペシャル」を廃止し、「L」は5MTのみに、「X」はCVTに変更（標準車でAT車の設定がなくなる）。「X Limited SMART DRIVE Package」は「G SMART DRIVE Package」に改名。カスタムは廉価グレードの「L」を廃止、バンは「TL」と入れ替えで「TX Special」を追加すると共に、AT車は4速ATに変更。また、「平成17年排出ガス基準75 %低減レベル（☆☆☆☆）」を取得した。
2010年4月20日
富士重工業（現・SUBARU）へ「プレオ」としてOEM供給を開始。
2011年7月19日
一部改良。
四輪駆動・CVT車に「第2世代KFエンジン」を搭載したことで燃費性能を向上。これにより、「平成22年度燃費基準+25 %」を達成。また、トランスミッション・駆動方式を問わず車両本体価格を100万円以下に設定した廉価グレード「X Special」を追加。このほか、ABSを全車標準装備化するとともに、「X」のCVT車・「X Limited」には平均燃費計を、「カスタムX」は革巻ステアリングホイールをそれぞれ標準装備した。なお、グレード体系の見直しを行い、5MT専用グレードの「L」を「X」に統合し、「G SMART DRIVE Package」と「カスタムRS」を廃止（ターボエンジン車の設定消滅）。バンもグレード体系を「TX」のみに集約し、AT車に替わってインパネセンターシフトを採用したCVT車を追加。1眼メーターを新デザインに変更した。
2011年12月
ボディカラーの「オフホワイト(W20)」を廃止し、「ホワイト(W09)」を5年ぶりに復活させた。
2013年2月26日
仕様変更。
乗用モデル（=セダン）のAT車は初代ミライースへの統合に伴い、「X Special」の5MT車のみのモノグレード体系に集約され、ボディカラー「パールホワイトIII」とX、カスタムに装着されていたタコメーター・電動格納式ドアミラーを廃止。ミラという車名で5MTのみのラインナップは初となる。併せて、これまで非対応だったJC08モード燃費に対応し、「X Special」の前輪駆動・5MT車は「平成27年度燃費基準+10 %」、「X Special」の四輪駆動・5MT車とバン「TX」は「平成27年度燃費基準」をそれぞれ達成した。なお、この時点ではダイハツの乗用車で唯一のMT設定であった。
2014年6月
ボディカラーの「シャンパンゴールドメタリック(T23)」と入れ替えで、かつてカスタム専用色で設定されていた「プラムブラウンクリスタルマイカ(R59)」を復活（カスタムではないミラとしては初設定）させた。
2015年8月
このモデルの累計販売台数が35万1023台となる。
2018年2月
衝突安全基準の強化に伴い、ミラ、ミラバンともに生産終了。以後、在庫限りの販売となる。
（補足）2018年3月2日
OEM姉妹車のプレオが販売終了。
2018年3月30日
ミラ・ミラバンともに販売終了に伴い、ホームページへの掲載が終了した。イースやココア等の派生モデルを除いた（＝元祖・無印としての）ミラは7代38年の歴史に幕を下ろした。これによりダイハツのラインナップから軽ボンネットバンが姿を消した。同時に派生モデルのココアの販売も終了したため、ダイハツ公式サイトでのミライースのシリーズ名が「ミラシリーズ」から「ミライース」に一旦変更。なお、ミラバンの事実上の後継車種は既存のミライースのB系グレードおよびハイゼットカーゴ/ハイゼットキャディー（当時）となる。
（補足）2018年6月25日
ミライースの派生車種としてミラトコットが発売され、ミライースのシリーズ名が再び「ミラシリーズ」に変更された（その後、ミラトコットは販売不振のため2023年12月8日を以って販売終了となり、「ミラシリーズ」は再びミライースに1本化された）。
（補足）2019年2月8日
2代目タント（CVT車）用から発売を開始した後付け安全装置「つくつく防止」に7代目ミラ用を追加し発売された（同日に4代目ムーヴ用も設定）。
本装置はソナーセンサー、コントローラー、インジケーターなどで構成されており、ペダルを踏み間違えた際などに起きる急発進を抑制することが可能である。7代目ミラ用は乗用モデルの2WD・CVT車に装着可能だが、クルーズコントロールシステム搭載車やアイドリングストップシステム搭載車は装着不可となるので注意が必要である。
- ミラ リア
- ミラ X 車内
- カスタム RS
- カスタム RS リア
- バン TX リア

## 車名の由来
- Miraはイタリア語で「羨望」を意味する。
- 上位モデルのミラ・アヴィ（-  AVY）は「Attractive & Vivid Mini For Yourself」を意味する。